# 大阪府
34°41′10.8″N 135°31′11.5″E / 34.686333°N 135.519861°E
大阪府（日语：／ Ōsaka-fu *）是日本近畿地方的都道府县之一，府厅位于大阪市。

## 简介

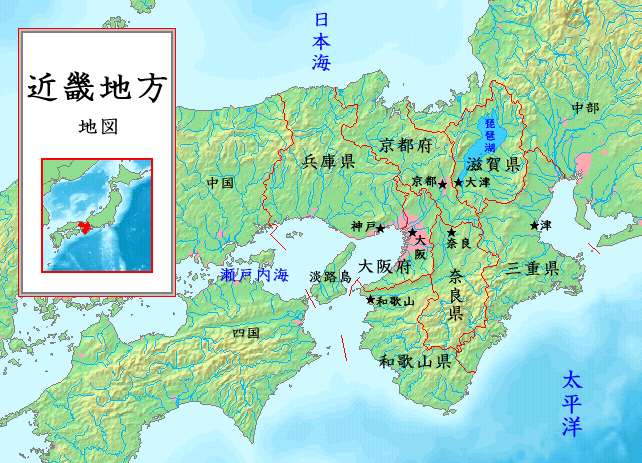
大阪府在近畿地方所处位置

大阪府行政区划示意图。
－政令指定都市；－市；－町；－村。

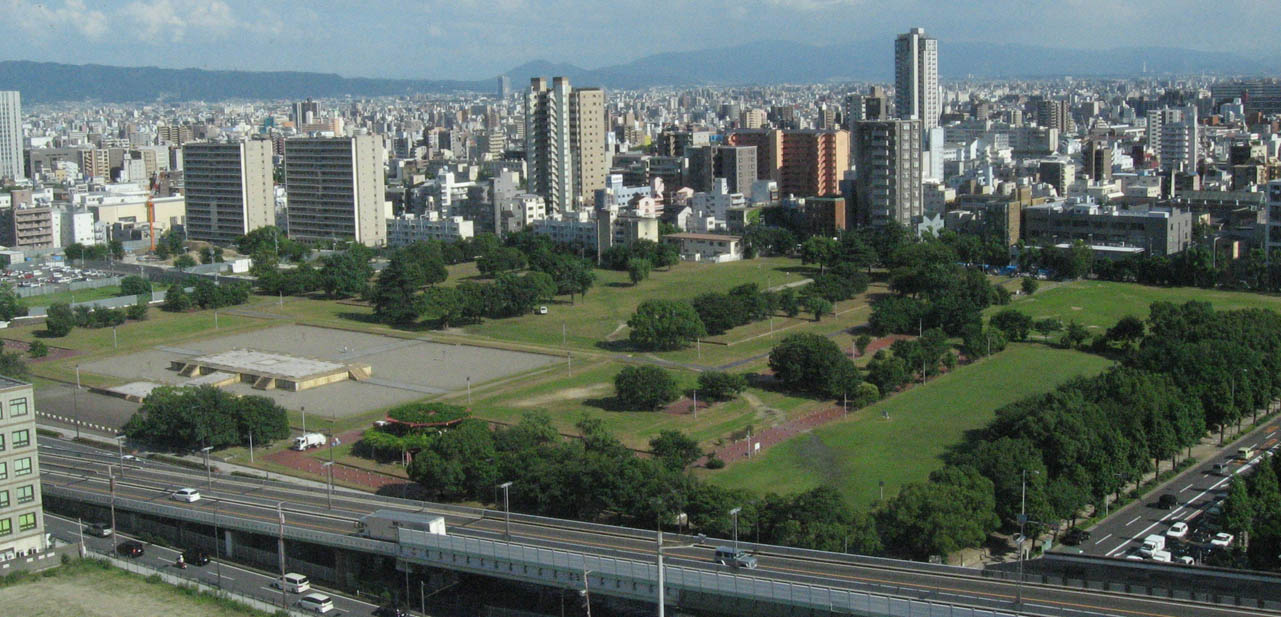
难波宫历史遗迹公园（位于大阪市）

大阪府的府厅位于大阪市。废藩置县后，最初的大阪府由令制国中的摄津国东部（7郡）以及整个河内国和和泉国地区构成，并从该三国中各取一字，大阪又被称为摄河泉。1881年，堺县编入大阪府，而其中属于大和国的区域于1887年重新划分至奈良县。1958年，随着京都府重新划分，丹波国东南部的一小部分（整个樫田村和一部分的龟冈市）编入大阪府。
大阪府是近畿地区乃至整个西日本政治、经济、文化与交通中心，大部分区域高度城市化，以大阪市为中心形成各大都市圈（大阪都市圈、阪神都市圈、京阪神都市圈）。大阪府人口总数名列东京都、神奈川县之后，位居全日本第三；人口密度仅次于东京都，位居全日本第二；地方生产总值也仅次于东京都，位列日本第二。
古时，仁德天皇在此修建了难波高津宫（现高津宫（高津神社）所在地即在难波高津宫的遗址上修建）；孝德天皇在这里修建了难波长柄丰碕宫（前难波宫）；圣武天皇则修建了难波宫（后难波宫）。在迁都长冈京之前，大阪府一直是陪都所在。
中世时被称为“小坂”、“大坂”（“坂”字源于上町台地），明治时代改称为“大阪”。“浪速”、“难波”、“浪花”、“浪华”也是大阪的古称，如今成为大阪市的别名。

## 地理
大阪府位于本州岛近畿地区的中部位置，与京都府、奈良县、兵库县、和歌山县接壤。自古以来，大阪府就是日本水路交通的中心。大阪府西南部为大阪湾。
曾经大阪府是全日本都道府县中土地面积最小（倒数第二名为香川县）。但由于日本国土地理院在1988年10月1日调整了土地面积计算方法，将香川县与冈山县玉野市之间界線未定部分中属于香川县直岛町的面积不再计入香川县内，故而导致香川县面积大幅度减少，从而被大阪府超过。随后，由于大阪府通过填海工程修建了关西国际機場和对大阪西部的开发，现在大阪府的面积已经比即便包含直岛町在内的香川县要大。

### 整体
根据国土地理院针对日本全国都道府县市区町村的面积调查显示，大阪府的面积为1905.14平方公里。
大阪东南西北四个方向的顶点坐标如下图所示。北端位于天王峠附近；南端位于大阪府道751号线的猿坂峠的西南偏西方向；东端位于田边西交流道的西南方向；西端位于岬町的住吉神社正西面。而根据统计局2010年的全国人口普查数据显示，大阪府的人口重心位于大阪市生野区鹤桥1丁目附近。
| 重心 34°37′34″N 135°30′30″E / 34.62611°N 135.50833°E  | 北端 35°03′05″N 135°21′06″E / 35.05139°N 135.35167°E ↑           | 人口重心 34°39′47.55″N 135°31′53.29″E / 34.6632083°N 135.5314694°E |
| 西端 34°18′54″N 135°05′36″E / 34.31500°N 135.09333°E← | 大阪府厅舍所在地 34°41′11″N 135°31′12″E / 34.68639°N 135.52000°E | 東端 →34°48′06″N 135°44′48″E / 34.80167°N 135.74667°E              |
|                                                       | ↓ 南端 34°16′19″N 135°06′41″E / 34.27194°N 135.11139°E           |                                                                    |

### 地形
- 平原
  - 大阪平原（摄河泉平原、河内平原）
- 水系
  - 淀川水系：旧淀川（日语：旧淀川）（大川、堂岛川、土佐堀川、安治川、木津川等）、神崎川（日语：神崎川）、安威川（日语：安威川）、寝屋川（日语：寝屋川）等
  - 大和川水系：石川（日语：石川 (大阪府)）、西除川（日语：西除川）、东除川（日语：東除川）等
  - 石津川（日语：石津川）
  - 大津川（日语：大津川 (大阪府)）
- 山地——大阪府北部为北摄山系（日语：北摂山系），而通往京都府等地则有丹波高地（日语：丹波高地）。大阪府最东界是与京都府和奈良县交界；最北界是生驹山地（日语：生駒山地）和金刚山地；最南界是与分隔和歌山县的和泉山脉（日语：和泉山脈）。大阪府的最高点是金刚山山腰（山顶位于奈良县内）。
  - 北摄山地：深山（日语：深山 (大阪府・京都府)）、歌垣山（日语：歌垣山）、剑尾山（日语：剣尾山）、妙见山（日语：妙見山 (能勢)）、龙王山（日语：竜王山 (茨木市)）、蓬蓬山（日语：ポンポン山 (近畿)）等
  - 生驹山地：饭盛山（日语：飯盛山 (生駒山地)）、生驹山、高安山（日语：高安山）等
  - 金刚山地：金刚山、大和葛城山、二上山（日语：二上山 (奈良県・大阪府)）等
  - 和泉山脉：岩涌山（日语：岩湧山）、槙尾山（日语：槇尾山）、和泉葛城山（日语：和泉葛城山）、三国山（日语：三国山 (大阪府)）、三峰山等
- 丘陵——山地向大阪平原过渡时连绵起伏的地区。这些丘陵地区，例如千里丘陵地区的泉北新镇、羽曳丘（日语：羽曳が丘）就被作为大阪的卧城在开发。
  - 泉北丘陵（河泉丘陵）：紧挨着和泉山脉的丘陵
  - 千里丘陵（日语：千里丘陵）：紧挨着北摄山地的丘陵
  - 羽曳野丘陵
  - 仁德御陵群：大仙公园陵一带的古代墓葬区
  - 枚方丘陵
  - 男山丘陵
- 台地
  - 上町台地（日语：上町台地）
  - 枚方台地
  - 泉南台地
- 断层
  - 上町断层带：佛念寺山断层（日语：佛念寺山断層）、上町断层、长居断层、坂本断层、久米田池断层
  - 高槻有马构造线
  - 生驹断层带

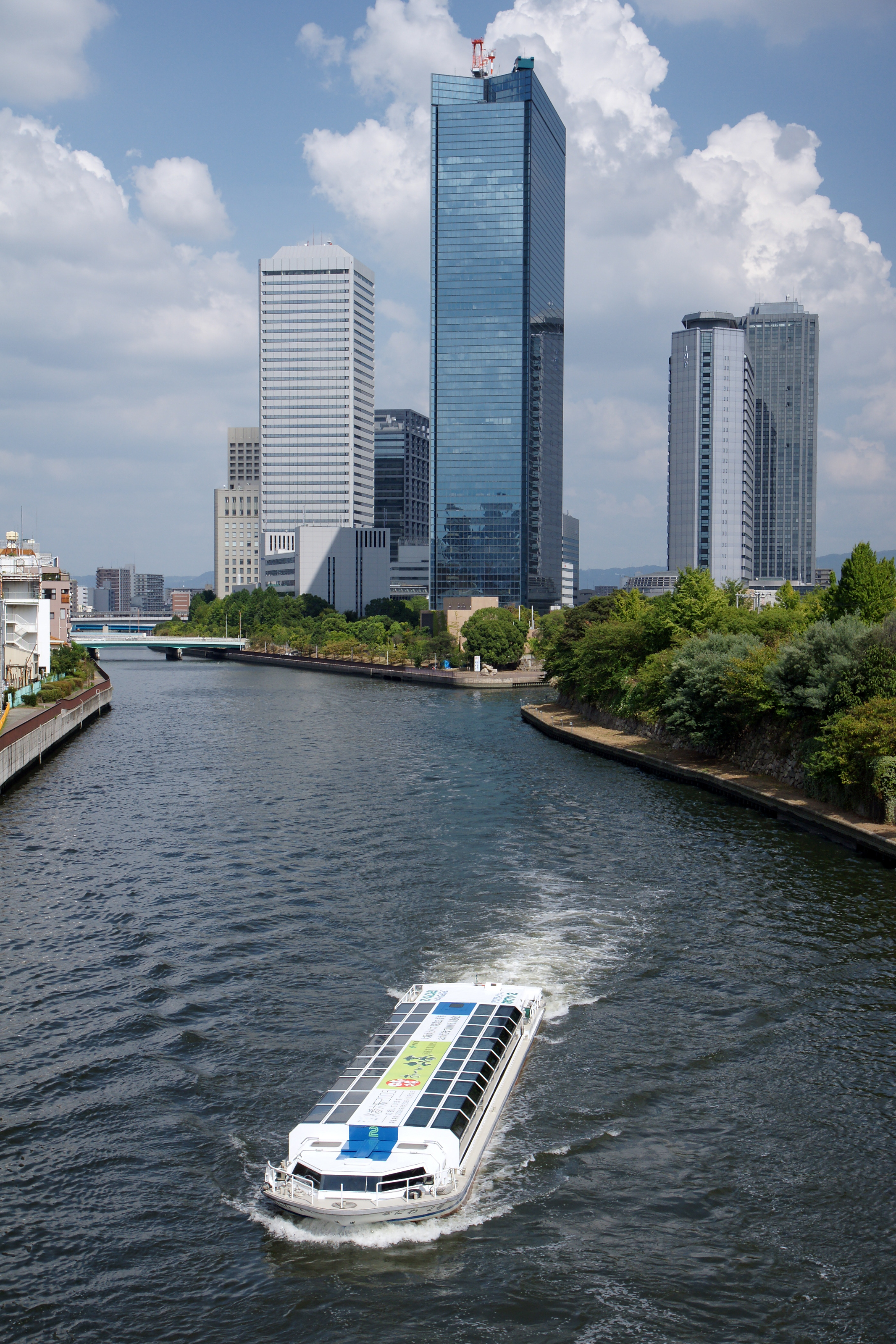
淀川水系寝屋川（日语：寝屋川）
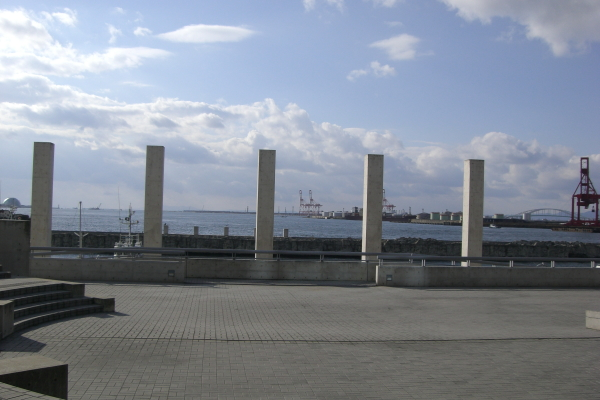
大阪湾
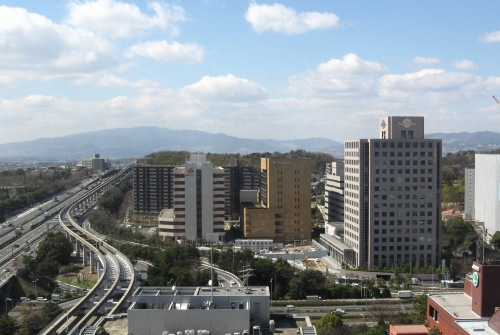
丰中市千里中央（日语：千里中央）

### 气候
大阪府全域属于濑户内海式气候，全年气候温和，雨天较少。市区热岛效应明显，夜间温度不易下降。冬季积雪情况不明显，很多地区即便积雪也只有数厘米。

### 自然公园
- 国立公园
  - 濑户内海国立公园
- 国定公园
  - 明治之森箕面国定公园
  - 金刚生驹纪泉国定公园
- 府立自然公园（日语：都道府県立自然公園）
  - 府立北摄自然公园

### 邻接市町村
- 兵库县：尼崎市、伊丹市、川西市、川边郡猪名川町、丹波篠山市
- 京都府：南丹市、龟冈市、京都市西京区、長冈京市、乙训郡大山崎町、八幡市、京田边市、
- 奈良县：生驹市、生驹郡平群町、生驹郡三乡町、北葛城郡王寺町、香芝市、葛城市、御所市、五條市
- 和歌山县：桥本市、伊都郡葛城町、纪之川市、岩出市、和歌山市

## 历史

### 近代以前

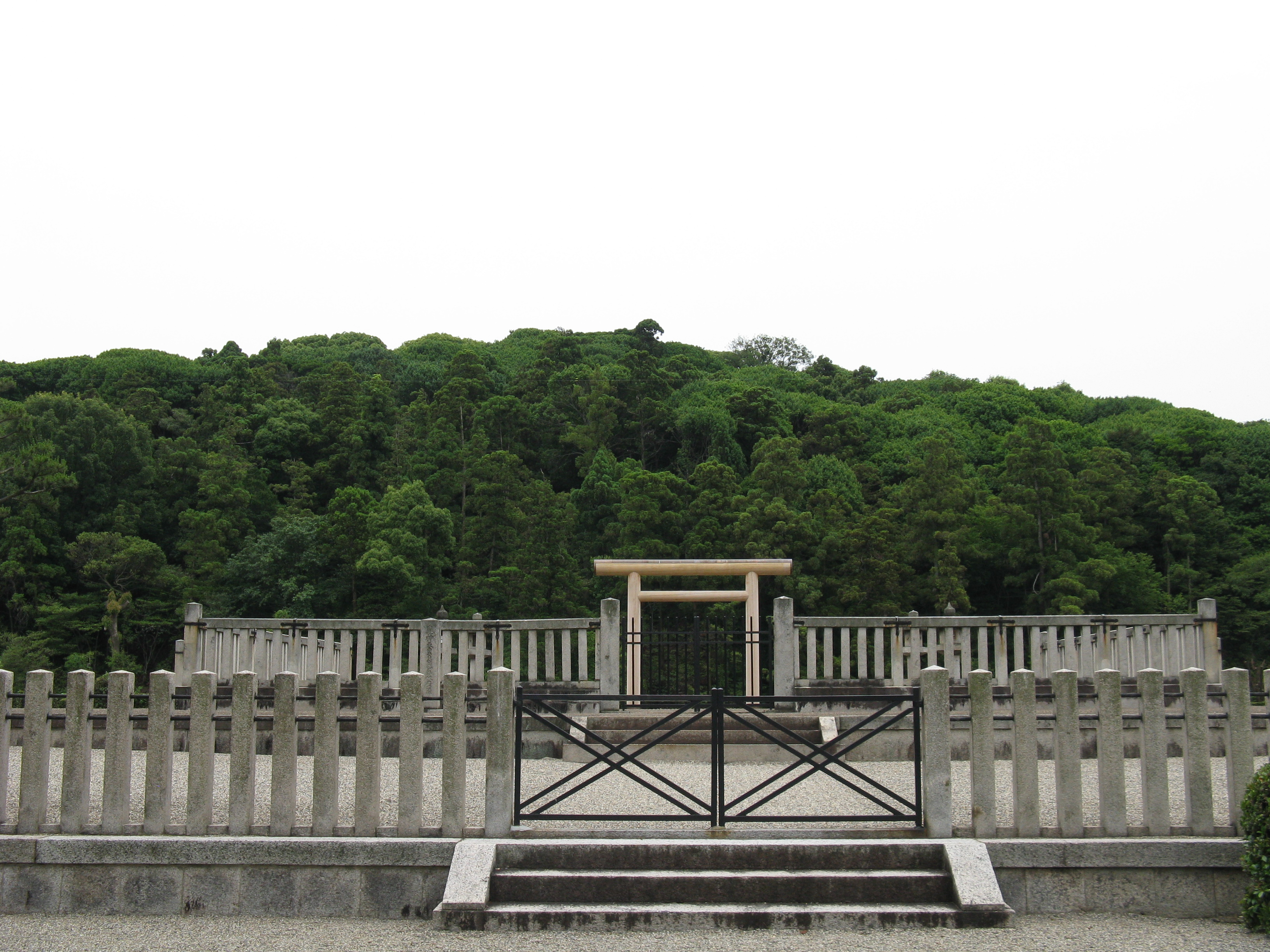
誉田御庙山古坟（应神天皇陵） （大阪府羽曳野市）
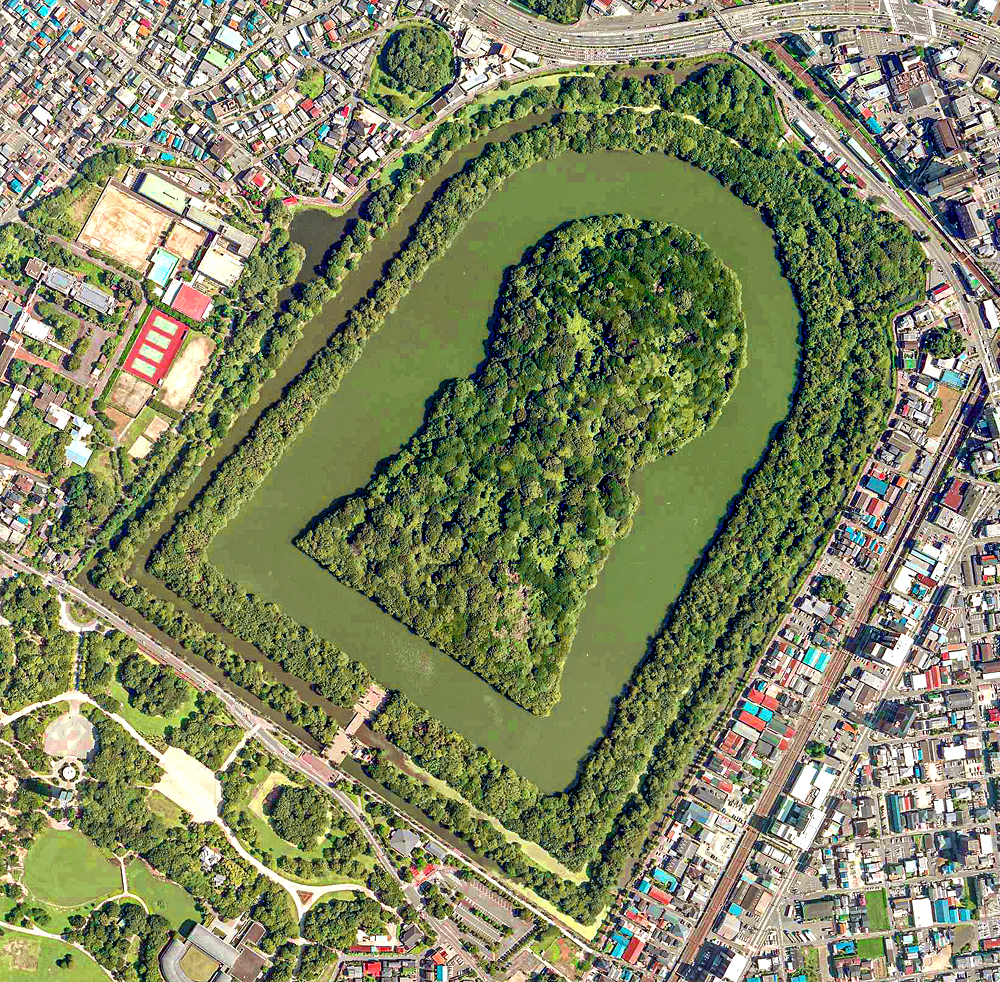
大仙陵古坟（仁德天皇陵） （堺市堺区）
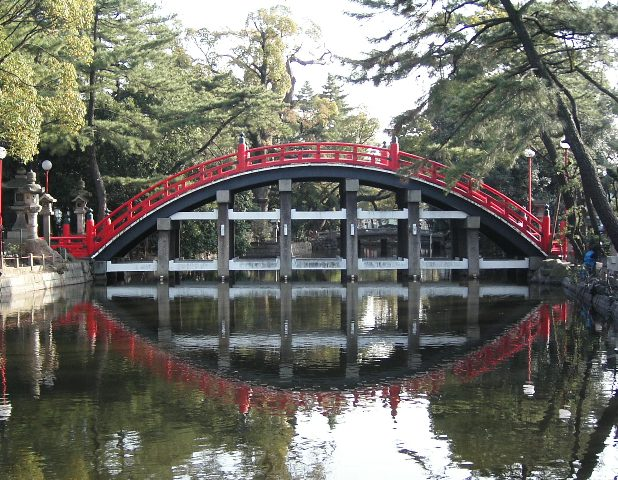
住吉大社 （大阪市住吉区）
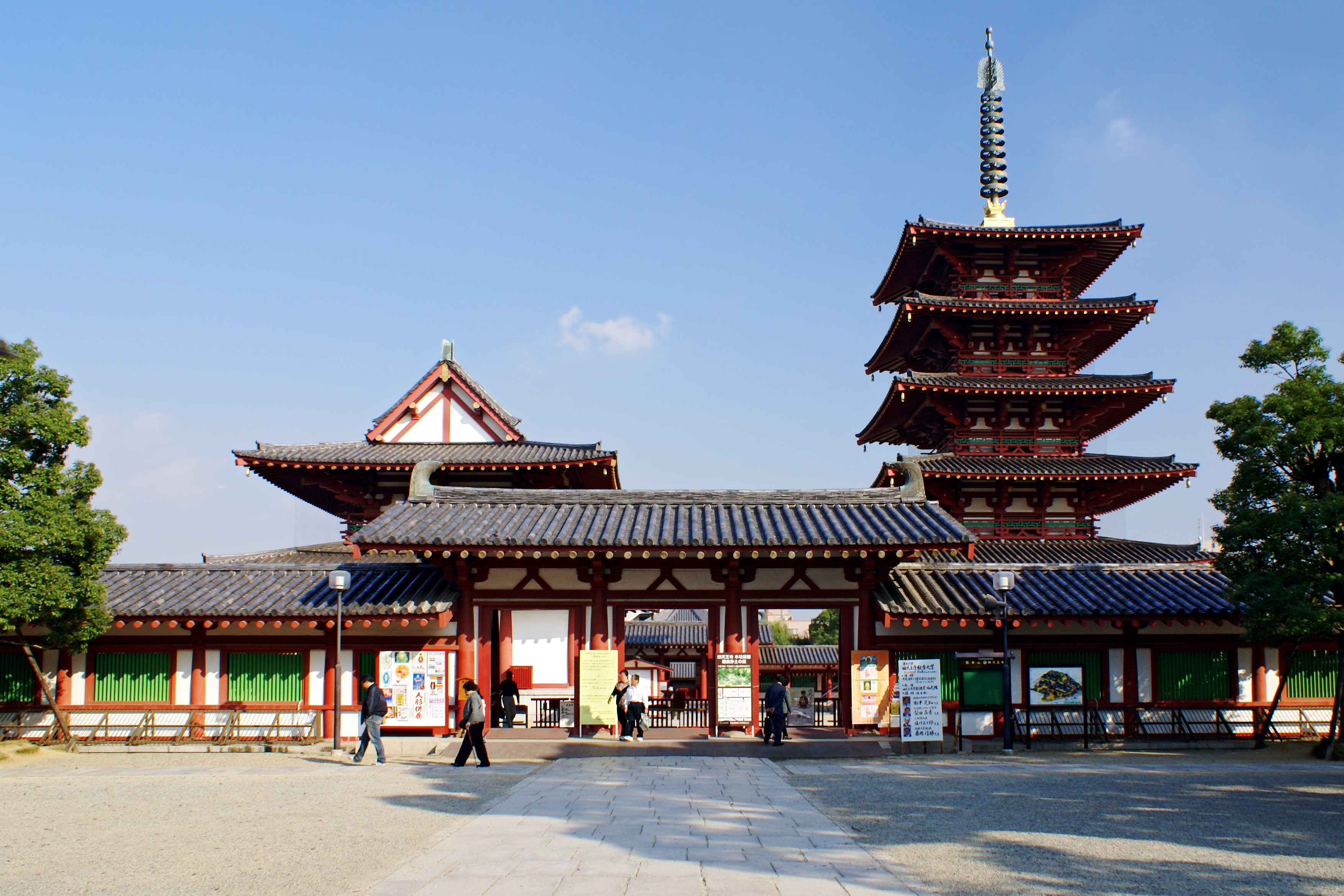
四天王寺 （大阪市天王寺区）
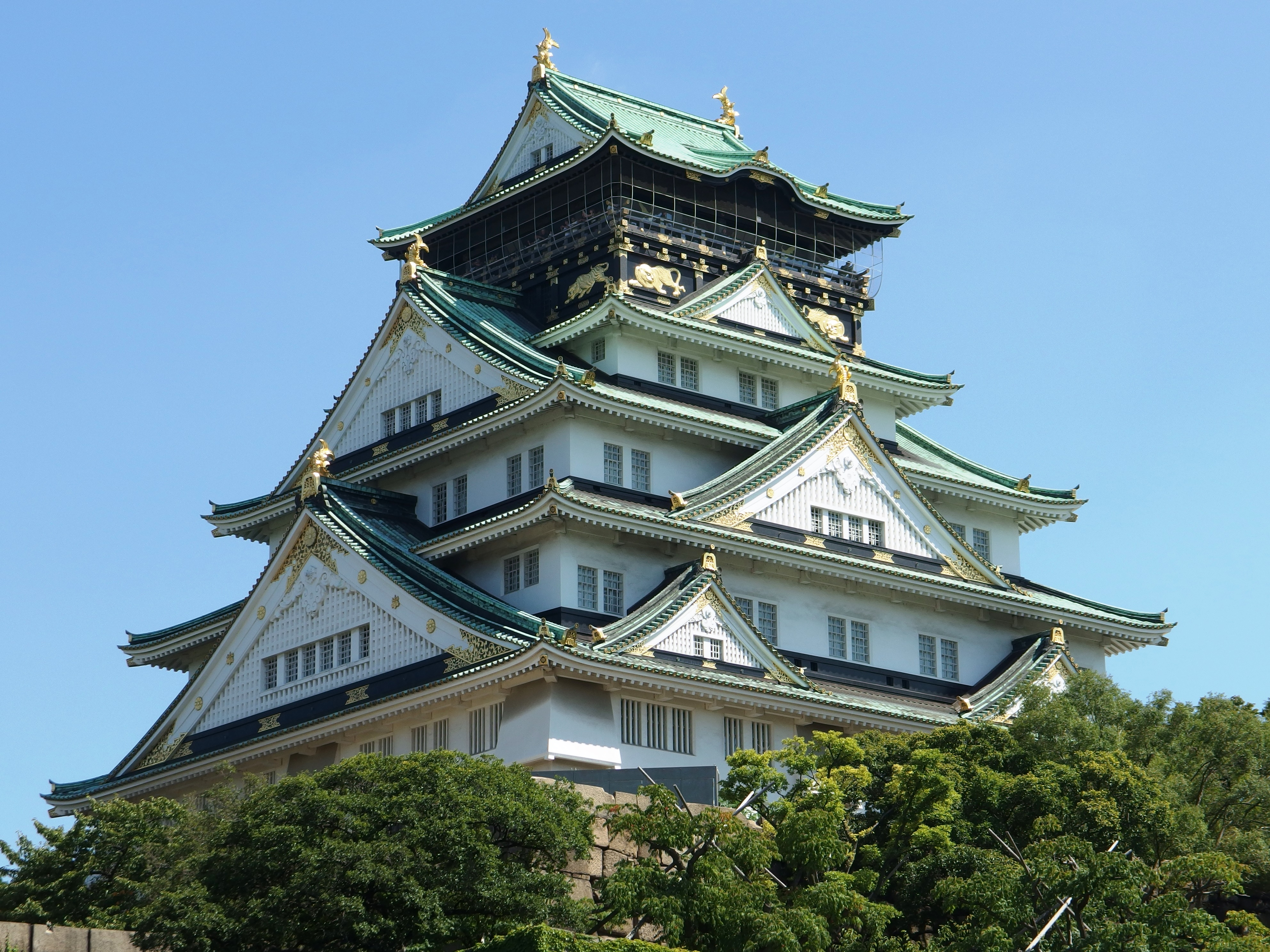
大坂城天守 （大阪市中央区）

在日本古代，位于住吉大社（大阪市住吉区）附近的住吉津一直充当着濑户内海航线的终点站作用。住吉津和大和王权有着非常紧密的联系，而由住吉津所管理的住吉大社就是大和王权的直属神社。根据《古事记》和《日本书纪》的记载，大和时代的诸多天皇都将其宫殿或首都安置在现大阪府，例如：仁德天皇的难波高津宫、反正天皇的丹比柴篱宫、继体天皇的樟叶宫、敏达天皇的百济大井宫。除此之外，大阪府河内地区还有百舌鸟古坟群、古市古坟群等大小天皇的陵寝或古坟。推古天皇元年（公元593年），修建了日本最古老的寺庙之一四天王寺（大阪市天王寺区）。公元645年12月（大化改新后），孝德天皇迁都，在大阪府地区上修建了难波长柄丰碕宫（前难波宫/大阪市中央区）。此后，圣武天皇也在这里修建了难波宫（后难波宫），此后很长一段时间里被视为是日本的陪都。
平安时代，通过淀川河口建立了与京都的水运连接。这种水运繁忙的境况直到明治时代铺设铁路为止。平安时代初期，征夷大将军坂上田村麻吕的三子坂上广野成为摄津国住吉郡平野庄（大阪市平野区）的领主，他的后裔坂上氏在中世时代成为当地的自治统领。
平安中期，源满仲的长子源赖光定居于摄津的多田（兵库县川西市附近），三子源赖信则定居于河内的壶井（羽曳野市）。源赖信有力地促进了河內源氏的发展，而他的孙子源义家有着“八幡太郎”的称号并被坂东武家认为是武家栋梁。因此大阪府的南河内也成为当时武家的中心。源赖信的第四代子孙就是镰仓幕府的开创者源赖朝。源赖光是摄津源氏的始祖，他舅舅是嵯峨源氏的源融。源融是渡边氏家祖渡边纲的先祖，现在中之岛附近的渡边津就是他们的发祥地。

## 人口
| 增加 10.0 % 以上 7.5 - 9.99 % 5.0 - 7.49 % 2.5 - 4.99 % 0.0 - 2.49 % | 減少 0.0 - 2.5 % 2.5 - 5.0 % 5.0 - 7.5 % 7.5 - 10.0 % |

大阪府市町村人口增减率分布图（2005年度与2010年度国势调查统计）
增加
10.0 % 以上
7.5 - 9.99 %
5.0 - 7.49 %
2.5 - 4.99 %
0.0 - 2.49 %
減少
0.0 - 2.5 %
2.5 - 5.0 %
5.0 - 7.5 %
7.5 - 10.0 %

根据2021年6月发布的2020年国势调查速报值，大阪府人口为8,837,685人，比前次调查（2015年）减少了1,784人，而减少幅度较前次调查缩小。府内各地区人口数量不平衡现象更加严重，大阪市内都心部和湾岸部、南部的人口数量差距增大。与上次调查相同，北摄地区人口继续增加，其中吹田市人口达到38万，丰中市达到40万人口,而且至今为止人口不断缓慢减少的高槻市和摄津市今年人口也呈现增长。河内地区的东大阪市人口跌破50万，枚方市也跌破40万，只有守口市和大阪狭山市人口增长。泉北地区以及泉南地区仅有田尻町人口增长。
大阪府夜间人口约884万人（全国第三），日间人口约924万人（全国第二）。由于通勤、上下学等原因，日间由临近府县流入约70万人。由于他县和外国人口迁入，人口动态保持流入趋势，又因死亡人口远超过出生人口，近年的推计人口数呈现微减趋势。
根据2015年的国势调查，大阪市内各区人口数量不平衡，大阪都心9区人口增加，而南北两端人口呈减少趋势。而纵观全府，大阪市和北摄地区人口增加，而河内地区以及泉州地区人口呈减少趋势。

#### 大阪府厅

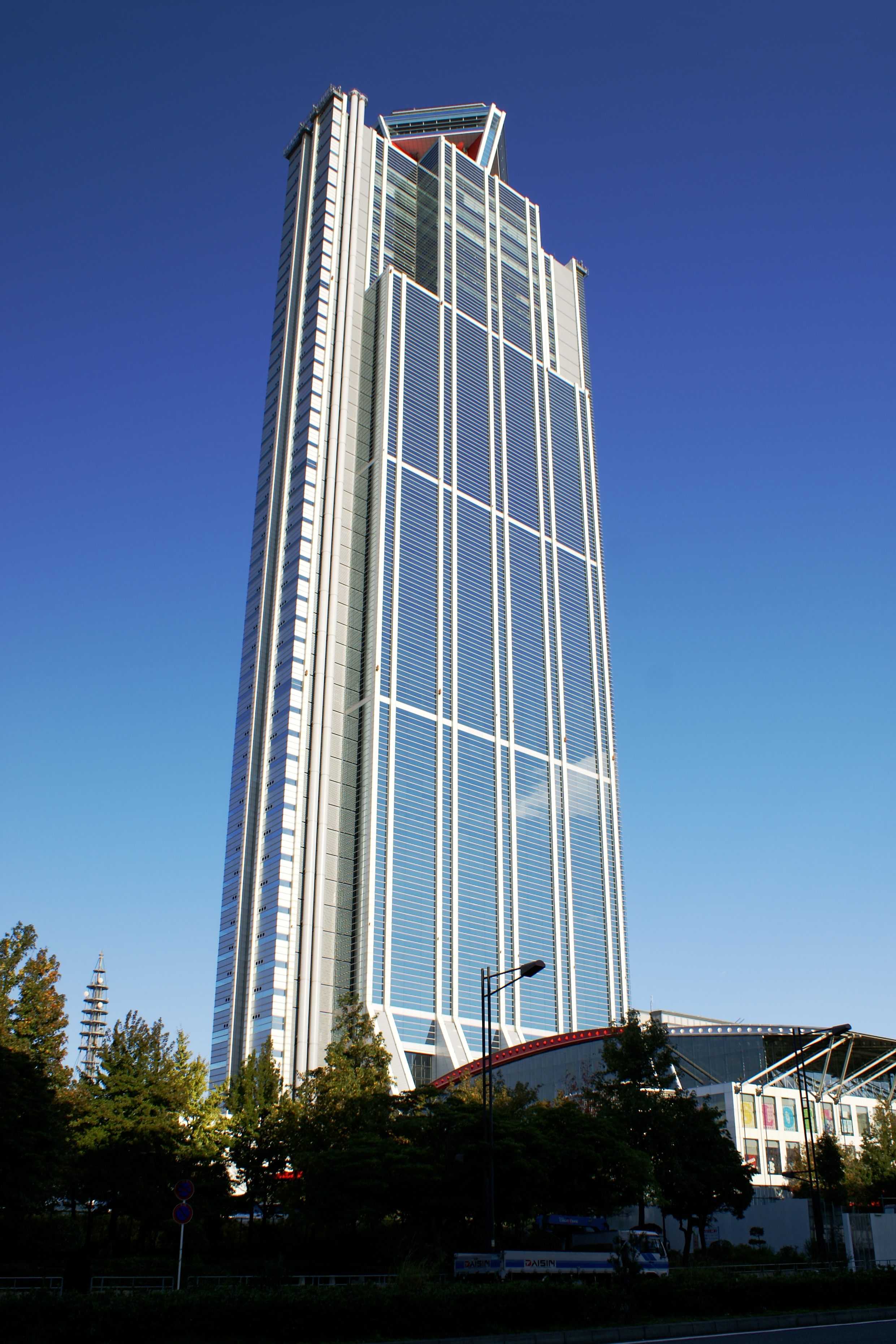
大阪府咲洲厅舍

## 政治

### 府政

#### 历代公选知事
| 在职期间                      | 姓名     | 当选次数 |
| ----------------------------- | -------- | -------- |
| 1947年4月12日－1959年4月22日  | 赤間文三 | 3任      |
| 1959年4月25日－1971年4月22日  | 左藤義詮 | 3任      |
| 1971年4月23日－1979年4月22日  | 黑田了一 | 2任      |
| 1979年4月23日－1991年4月22日  | 岸昌     | 3任      |
| 1991年4月23日－1995年4月22日  | 中川和雄 | 1任      |
| 1995年4月23日－1999年12月27日 | 山田勇   | 2任      |
| 2000年2月6日－2008年2月5日    | 齐藤房江 | 2任      |
| 2008年2月6日－2011年10月31日  | 橋下徹   | 1任      |
| 2011年11月28日－2019年3月24日 | 松井一郎 | 2任      |
| 2019年4月8日－至今            | 吉村洋文 | 1任      |

#### 财政
大阪府指定金融机关为里索那银行。
平成30年度（2018年）
- 财政力指数 0.79
  - I梯队（财政力指数0.5以上）22自治体中4位

平成19年度（2007年）
- 财政力指数 0.79
  - I梯队（财政力指数0.5以上）17自治体中2位

平成18年度（2006年）
- 财政力指数 0.75
  - I梯队（财政力指数0.5以上）16自治体中3位

平成17年度（2005年）
- 财政力指数 0.71
  - I梯队（财政力指数0.5以上）10自治体中3位

平成16年度（2004年）
- 财政力指数 0.69
  - I梯队（财政力指数0.5以上）8自治体中3位

### 国政
众议院的小选举区分为19区。参议院全府构成1区。

### 行政區劃
目前大阪府拥有33个市、9个町、1个村，共计43个自治体。其中，政令指定都市2个、中核市4个、特例市5个。大阪府下辖的村只有一个，即千早赤阪村。大阪府内人口规模超十万的城市有22个，是全日本最多的。
2006年4月1日，堺市成为政令指定都市，大阪府继福冈县、神奈川县之后成为第三个拥有两个以上政令指定都市的都道府县。

#### 市町村列表
| 大阪市       | 丰能                                         | 三岛                       | 泉北                                           | 泉南                                                                    | 北河内                                         | 中河内              | 南河内 |
| 政令指定都市 | 政令指定都市                                 | 政令指定都市               | 政令指定都市                                   | 政令指定都市                                                            | 政令指定都市                                   | 政令指定都市        | 政令指定都市                                                                                                  |
| ------------ | -------------------------------------------- | -------------------------- | ---------------------------------------------- | ----------------------------------------------------------------------- | ---------------------------------------------- | ------------------- | --- |
| - 大阪市     |                                              |                            | - 堺市                                         |                                                                         |                                                |                     | |
| 中核市       |                                              |                            |                                                |                                                                         |                                                |                     | |
|              | - 丰中市                                     | - 高槻市 - 吹田市          |                                                |                                                                         | - 枚方市 - 寢屋川市                            | - 东大阪市 - 八尾市 | |
| 特例市       |                                              |                            |                                                |                                                                         |                                                |                     | |
|              |                                              | - 茨木市                   |                                                | - 岸和田市                                                              |                                                |                     | |
| 其他市町村   |                                              |                            |                                                |                                                                         |                                                |                     | |
|              | - 池田市 - 箕面市 - 丰能郡 - 能势町 - 丰能町 | - 摄津市 - 三岛郡 - 岛本町 | - 泉大津市 - 和泉市 - 高石市 - 泉北郡 - 忠冈町 | - 貝塚市 - 泉佐野市 - 泉南市 - 阪南市 - 泉南郡 - 熊取町 - 田尻町 - 岬町 | - 守口市 - 大東市 - 门真市 - 四條畷市 - 交野市 | - 柏原市            | - 富田林市 - 河内長野市 - 松原市 - 羽曳野市 - 藤井寺市 - 大阪狭山市 - 南河内郡 - 太子町 - 河南町 - 千早赤阪村 |

本列表区域划分參加大阪府的官方定义。

#### 政令指定都市的行政区
- 大阪市——24区（由最初的4个区经过5次调整之后形成现在的24个区。24个区是一个政令指定都市容纳区数的上限，在最多的时候，大阪市拥有26个区。）
  - 1889年4月： 西区
  - 1925年4月： 浪速区 · 西成区 · 港区 · 此花区 · 西淀川区 · 东淀川区 · 东成区 · 天王寺区 · 住吉区
  - 1932年4月： 大正区 · 旭区
  - 1943年4月： 福岛区 · 都岛区 · 城东区 · 生野区 · 阿倍野区 · 东住吉区
  - 1974年4月： 淀川区 · 鹤见区 · 平野区 · 住之江区
  - 1989年2月： 中央区（府厅舍所在地） · 北区（市厅舍所在地）
- 堺市——7区
  - 2006年4月： 堺区（市厅舍所在地） · 中区 · 东区 · 西区 · 南区 · 北区 · 美原区

## 经济·产业
围绕大阪市中央区和北区城市中枢，形成了大阪都市圈及京阪神都市圈这样位于世界前列的巨大经济圈，而整个大阪府都属于大阪都市圈。由于距离接近，属于大阪都市圈的高槻市和枚方市有许多居民来往京都市通勤、上下学。同样的，属于京都都市圈的京都府和滋贺县也有不少居民来往大阪通勤、上下学。而属于位于兵库县的神户都市圈也有类似现象。京阪神形成了世界上少有的复合都市圈。
大阪府的商业（第二产业）和工业（第三产业）高度发展，而第一产业比例较低。近年来国际旅游产业繁荣，2019年时外国游客访问比例全日本第一。但因新冠疫情影响，旅游业受到严重打击。
大阪府府内生产总值超过40兆日元，超过了丹麦和马来西亚的GDP。京阪神都市圈的区域生产总值超过80兆日元，与沙特阿拉伯以及土耳其的GDP接近。
根据英国智库发表的2022年“全球金融中心指数（GFCI）”，大阪在世界排名第34。

### 经济
| 年度   | 名义           | 实际           | 确・推   |
| ------ | -------------- | -------------- | -------- |
| 2003年 | 38兆3236亿日元 | 40兆5644亿日元 | 确报     |
| 2004年 | 38兆6797亿日元 | 40兆7828亿日元 | 确报     |
| 2005年 | 39兆1166亿日元 | 41兆4826亿日元 | 早期推算 |
| 2009年 | 35兆8265亿日元 | 38兆8122亿日元 | 确报     |
| 2014年 | 38兆1634亿日元 | 37兆4439亿日元 | 确报     |
| 2016年 | 38兆8032亿日元 | 37兆8888亿日元 | 确报     |
| 2017年 | 40兆0700亿日元 | 38兆9749亿日元 | 确报     |

### 产业

#### 大阪府内主要的工业园区
- 阪神工业带（大阪市、东大阪市等）
- 堺泉北臨海工業地帯（堺市、高石市、泉大津市）
- テクノステージ和泉（和泉市）
- 二色工业园区（贝冢市）

## 生活

### 警察
- 大阪府警察

### 媒体

#### 报社·通讯社

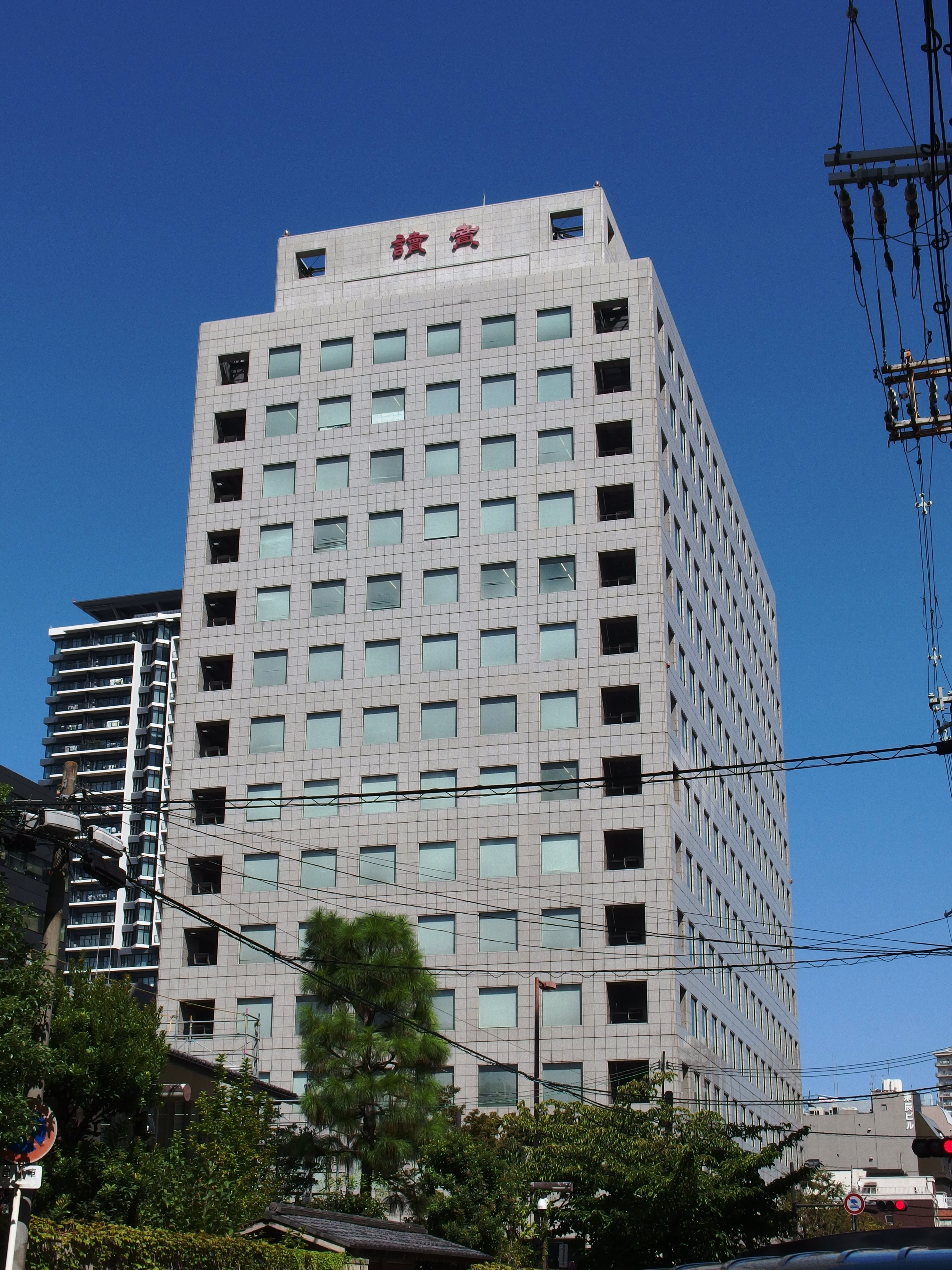
读卖新闻大阪本社
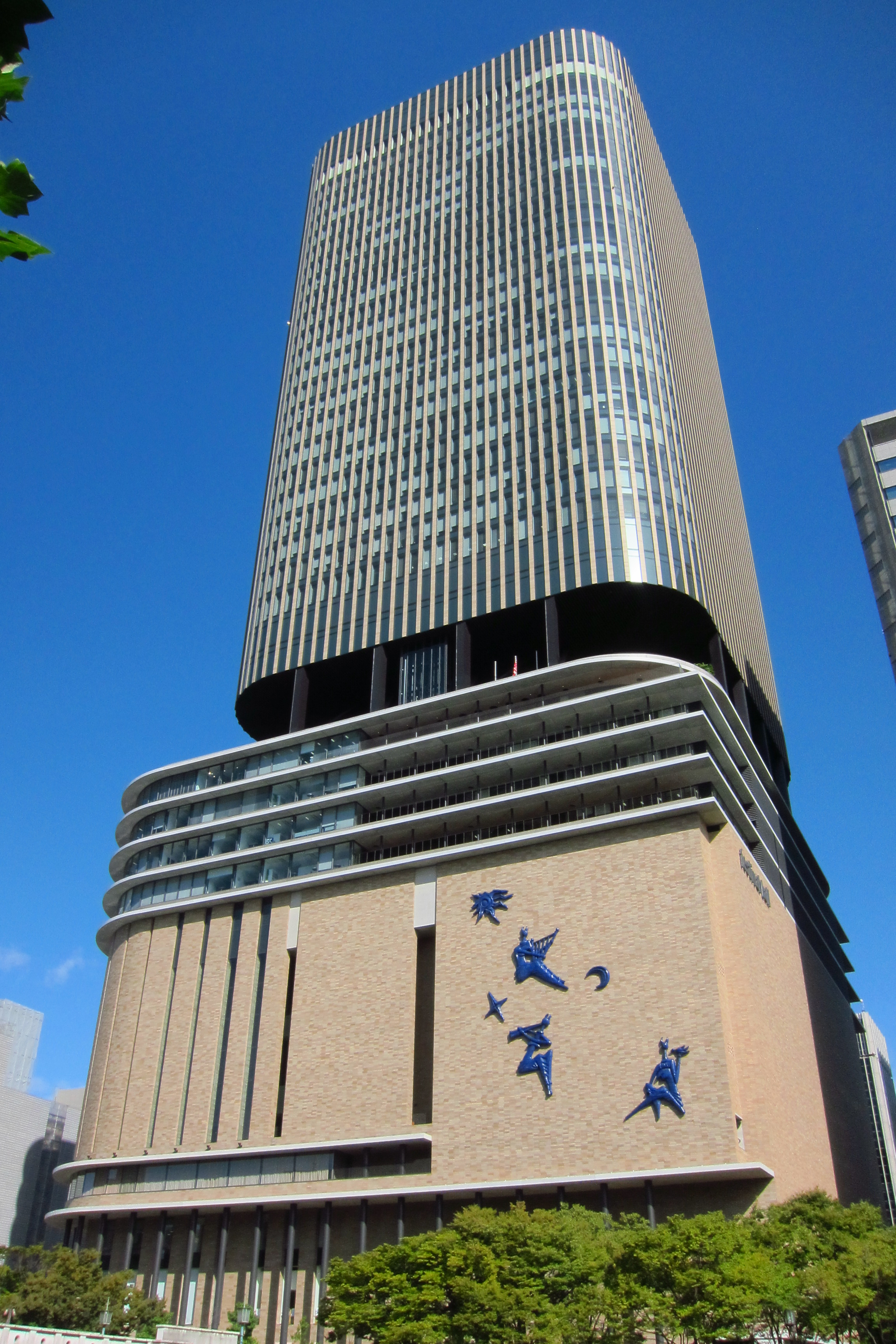
朝日新闻大阪本社
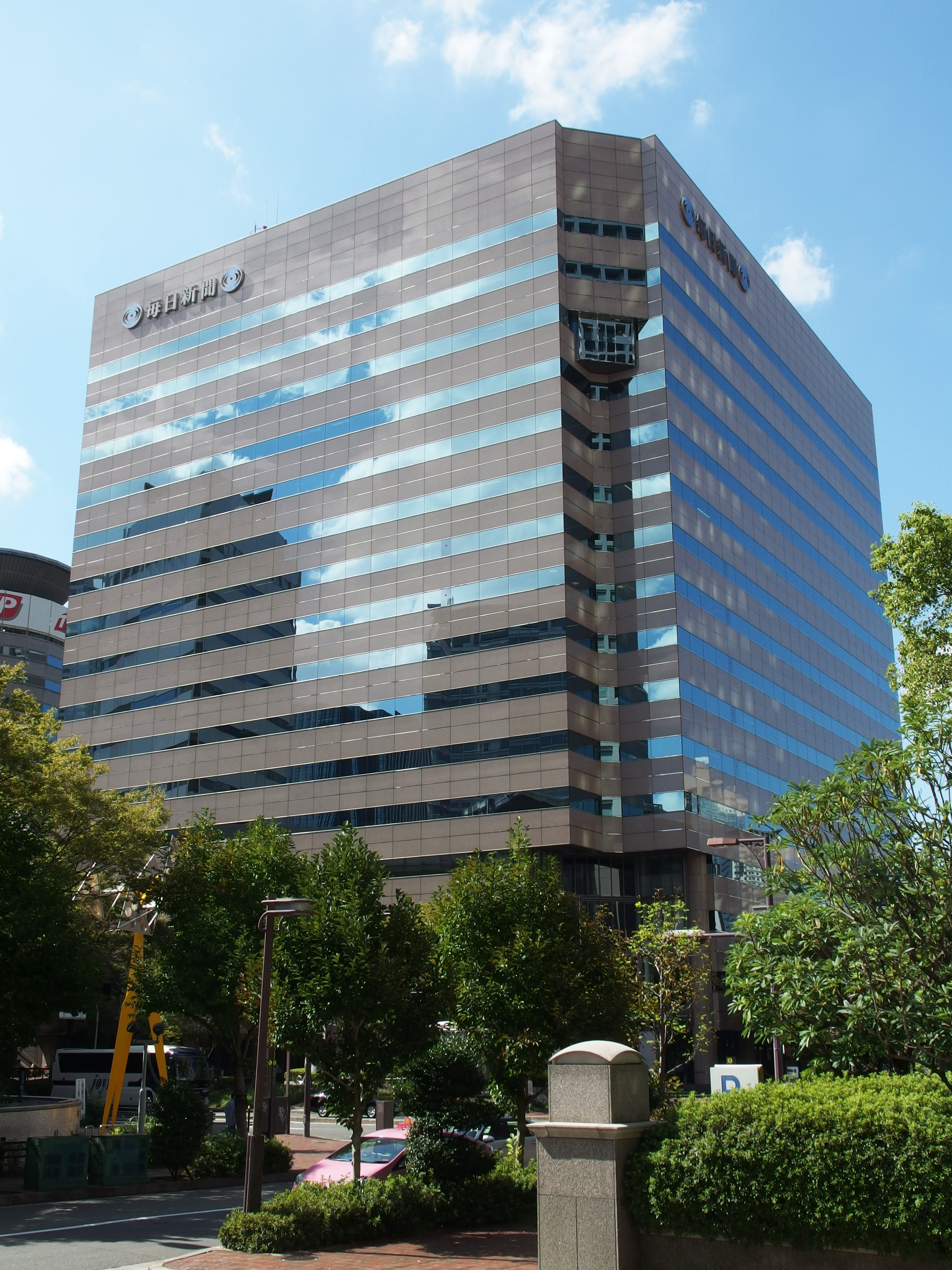
每日新闻大阪本社
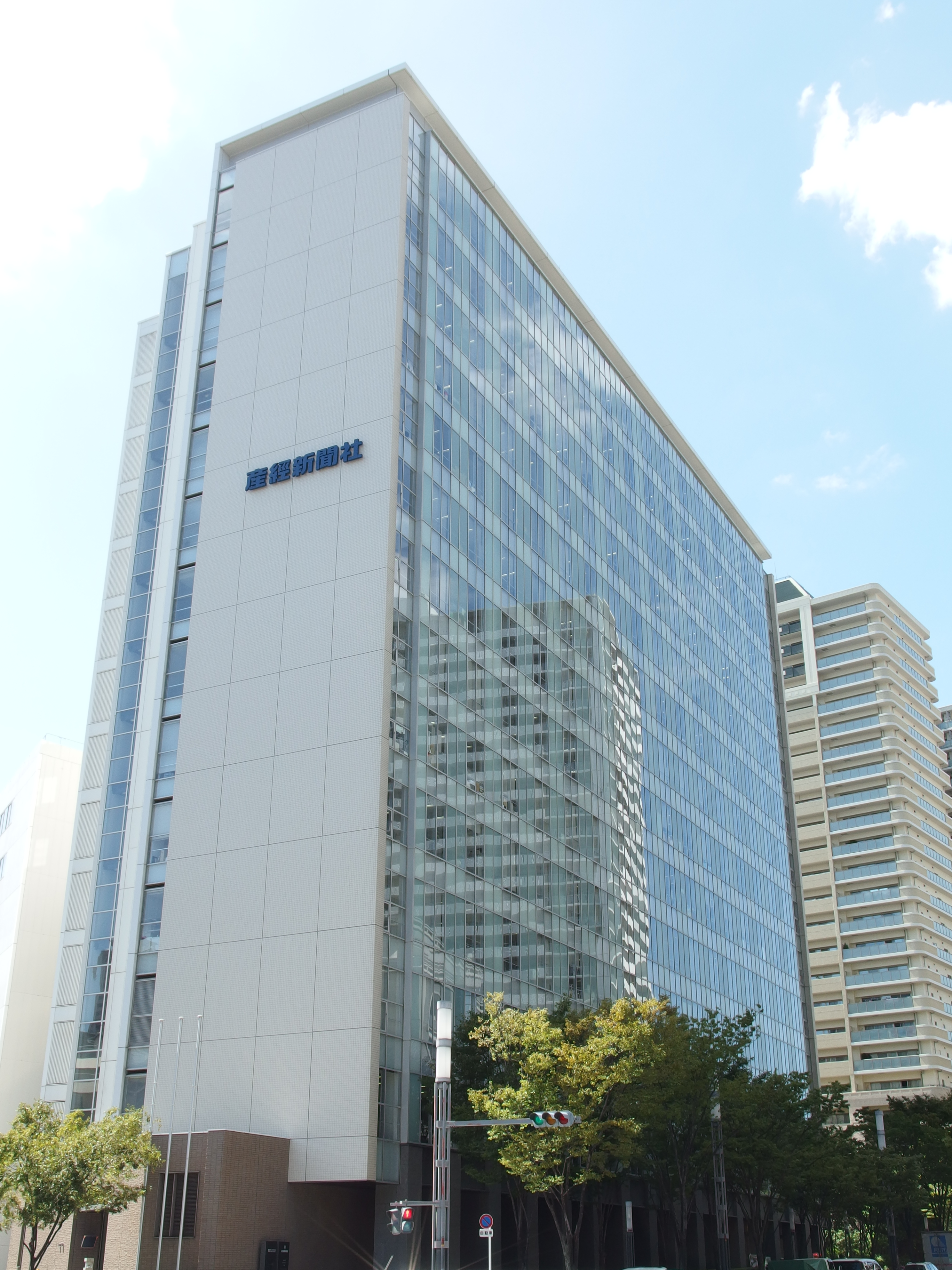
产经新闻大阪本社（产经体育）
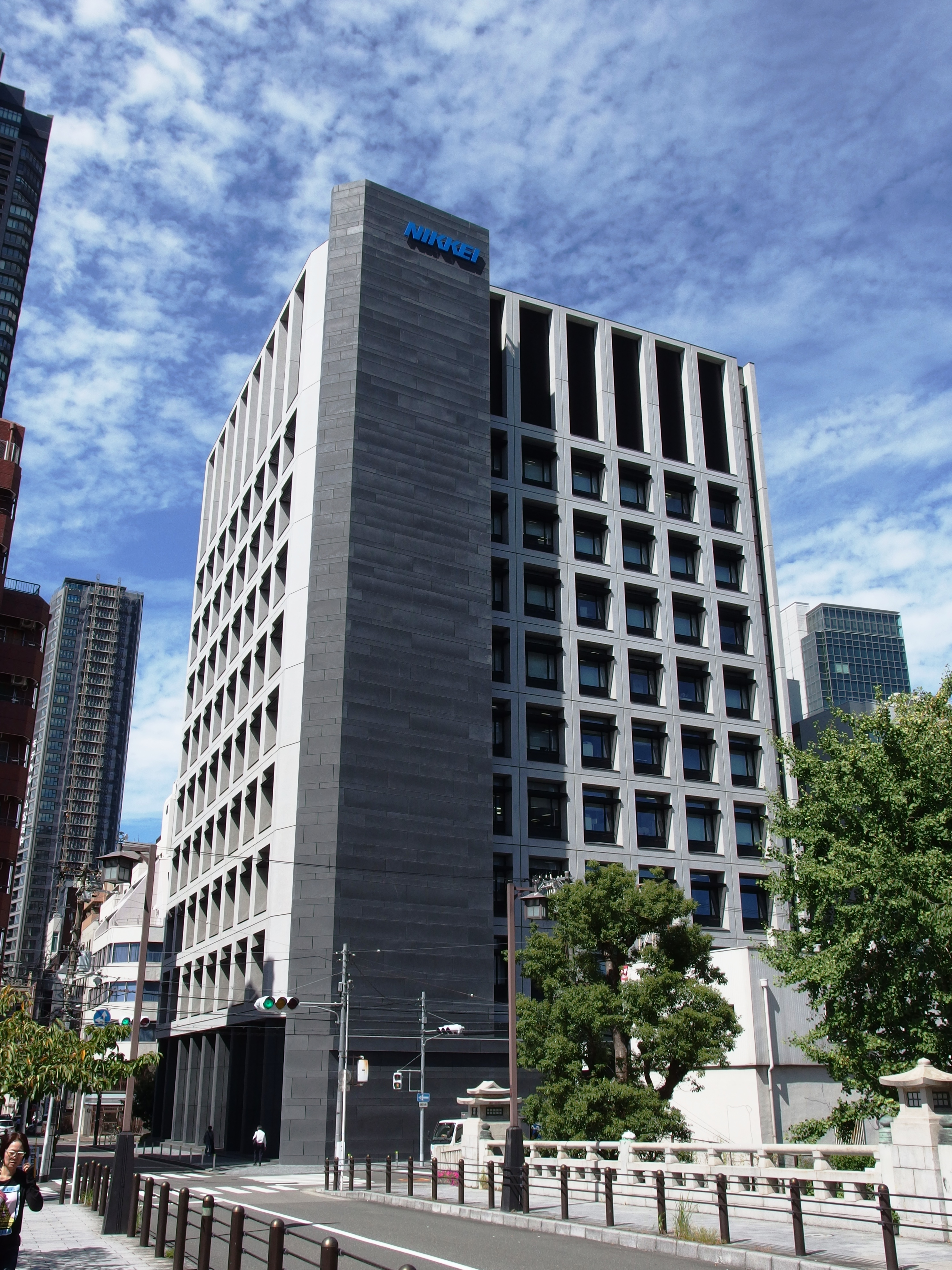
日本经济新闻大阪本社
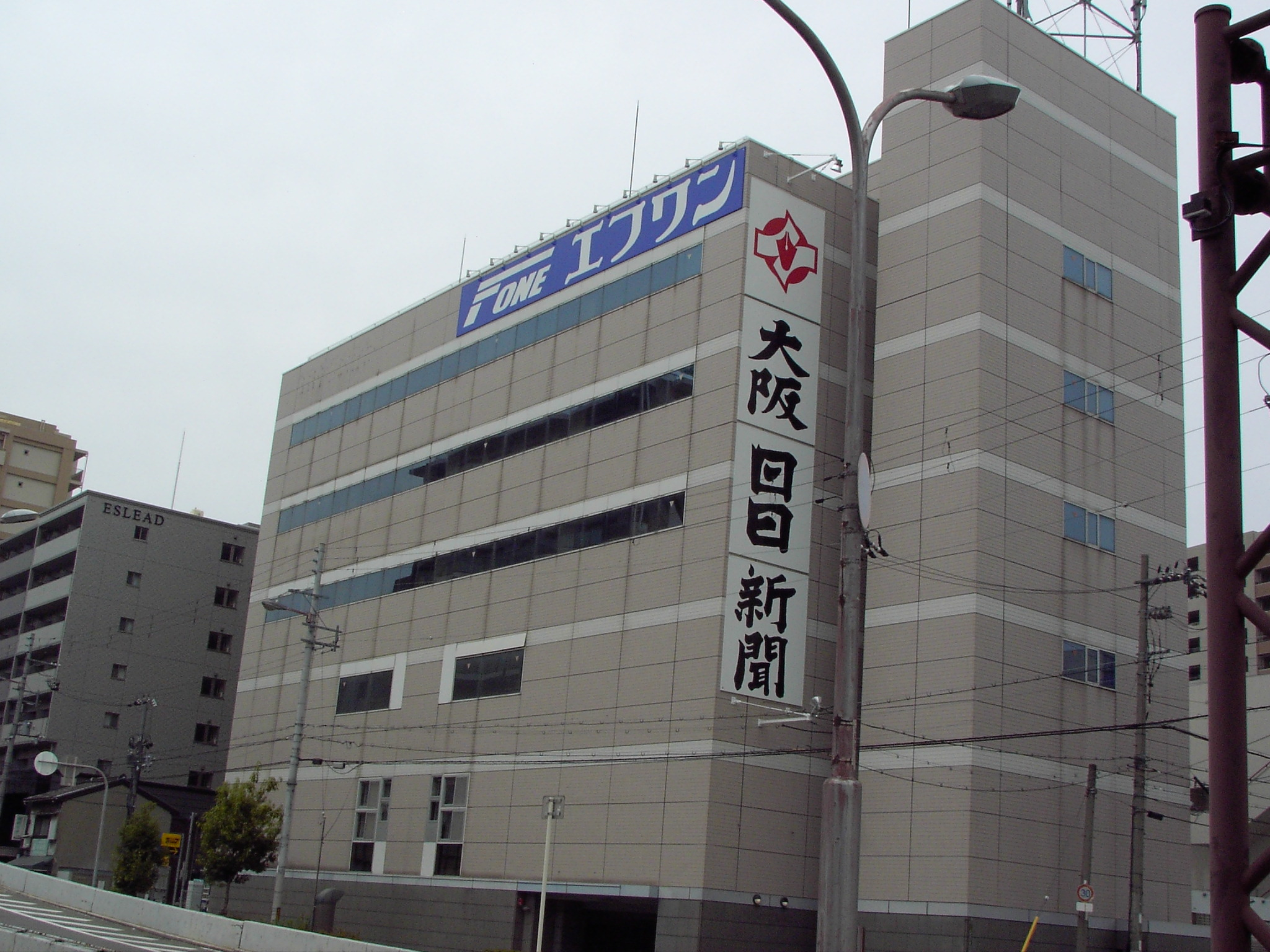
新日本海新闻社大阪本社（大阪日日新闻）
- 报知新闻社（体育报知）
- 日刊体育新闻大阪本社
- 体育日本新闻大阪本社
- 共同通信社大阪支社
- 时事通信社大阪支社
- 路透社通信社大阪支局
- 彭博新闻社大阪支局

- 読売新闻大阪本社
- 朝日新闻大阪本社
- 每日新闻大阪本社
- 産経新闻大阪本社
- 日本経済新闻大阪本社
- 大阪日日新闻

### 广播台·电视台
除了全国网络节目外，也有不少台正积极制作面向关西的地方节目。

##### 广域放送·县域放送·外国语放送
- NHK大阪放送局（综合频道 1ch・教育频道 2ch・广播第1频率 666 kHz・广播第2频率 828 kHz・FM频率 88.1 MHz）
- 每日放送 （MBS）4ch（TBS·JNN系）
  - MBS电台AM1179kHz・FM90.6MHz（JRN/NRN系 2021年由每日放送分离）
- 朝日放送（ABC）电视台和广播台于2018年各自组成分社
  - 朝日放送电视台6ch（朝日电视台・ANN系）
  - 朝日放送广播电台AM1008kHz・FM93.3MHz（JRN/NRN系）
- 关西电视台 8ch（KTV・富士电视台・FNN/FNS系）
- 读卖电视台 10ch（ytv・日本电视台・NNN/NNS系）
- 大阪电视台 7ch（TVO・东京电视台・TXN系）
- 大阪放送 AM1314 kHz・FM91.9MHz（ rajio大阪・OBC・NRN系）
- FM大阪 85.1 MHz（FM东京・JFN系）
- FM802 80.2 MHz（J-WAVE・JFL系）
  - FM COCOLO 76.5 MHz （兼营FM802）

NHK大阪（综合·FM）、大阪电视台和FM大阪的放送区域仅限于大阪府内。FM COCOLO放送范围为大阪市、堺市、东大阪市和关西国际机场。其他台范围为近畿广域区（2府4县）。除NHK和读卖电视台以外的电视台，都可以在仅有一家民营电视台的德岛县通过有线电视观看。
通过radiko除了可以收听大阪府内的广播台外，还可以免费收听关西电台、兵库FM放送和京都放送。

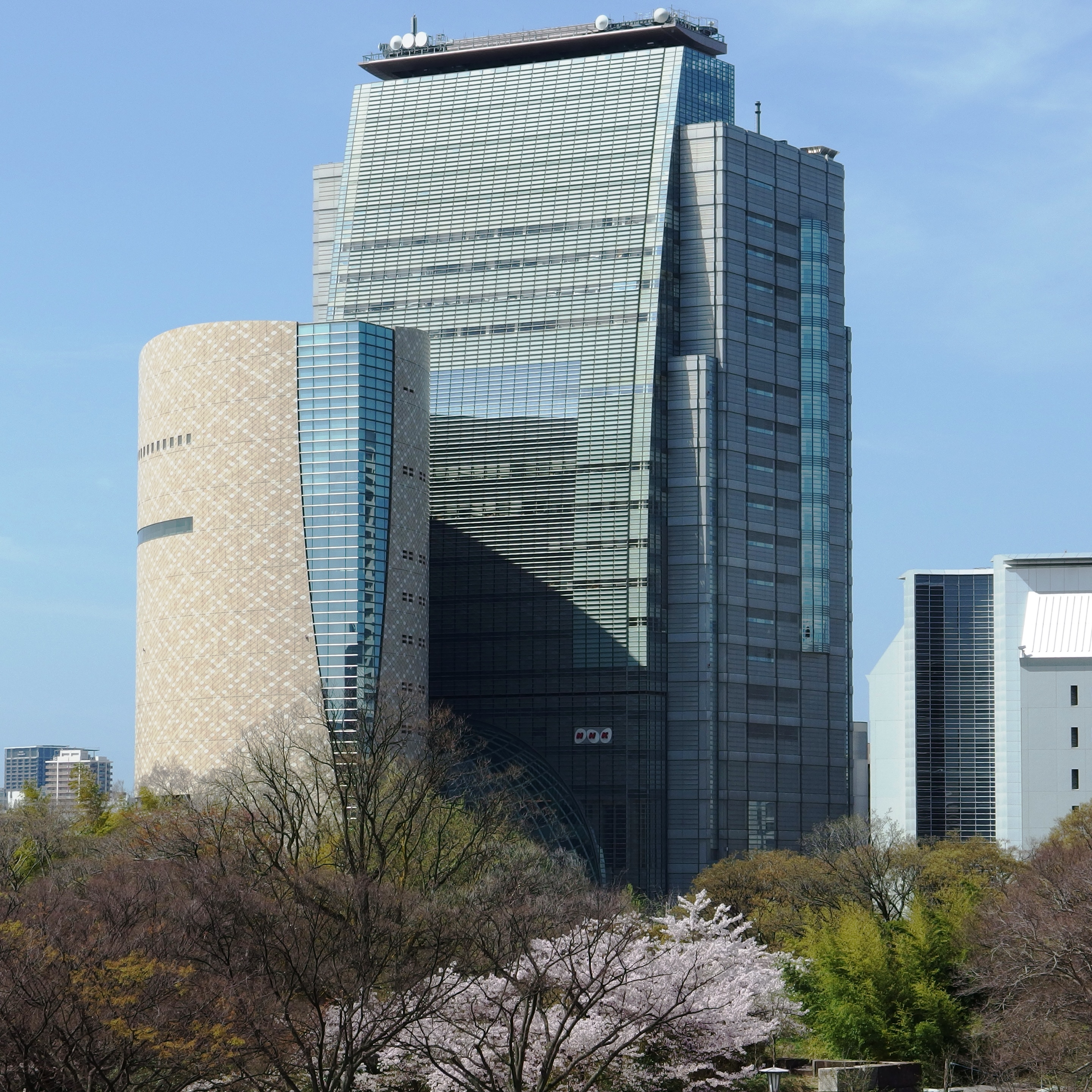
NHK大阪放送局
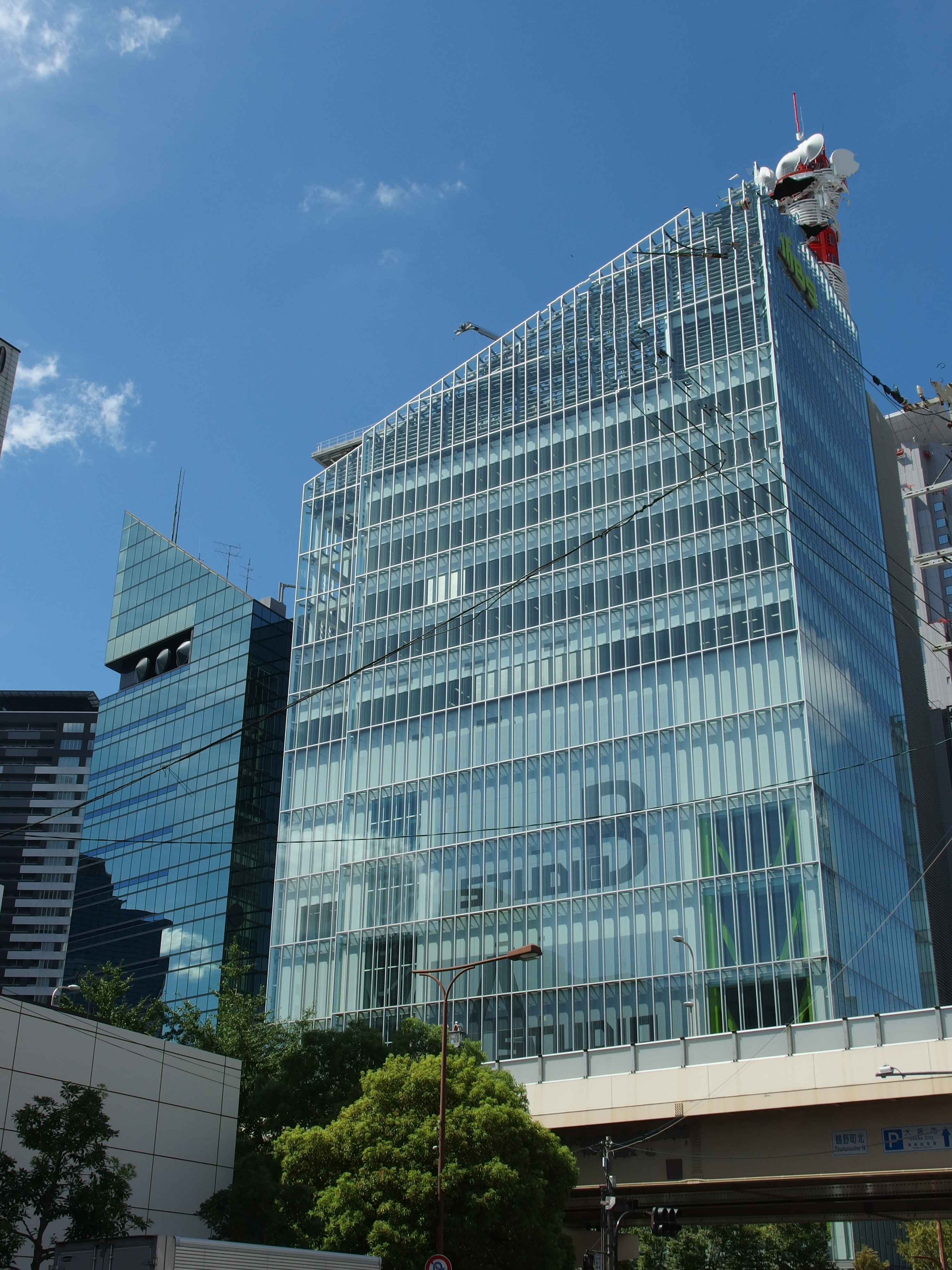
每日放送
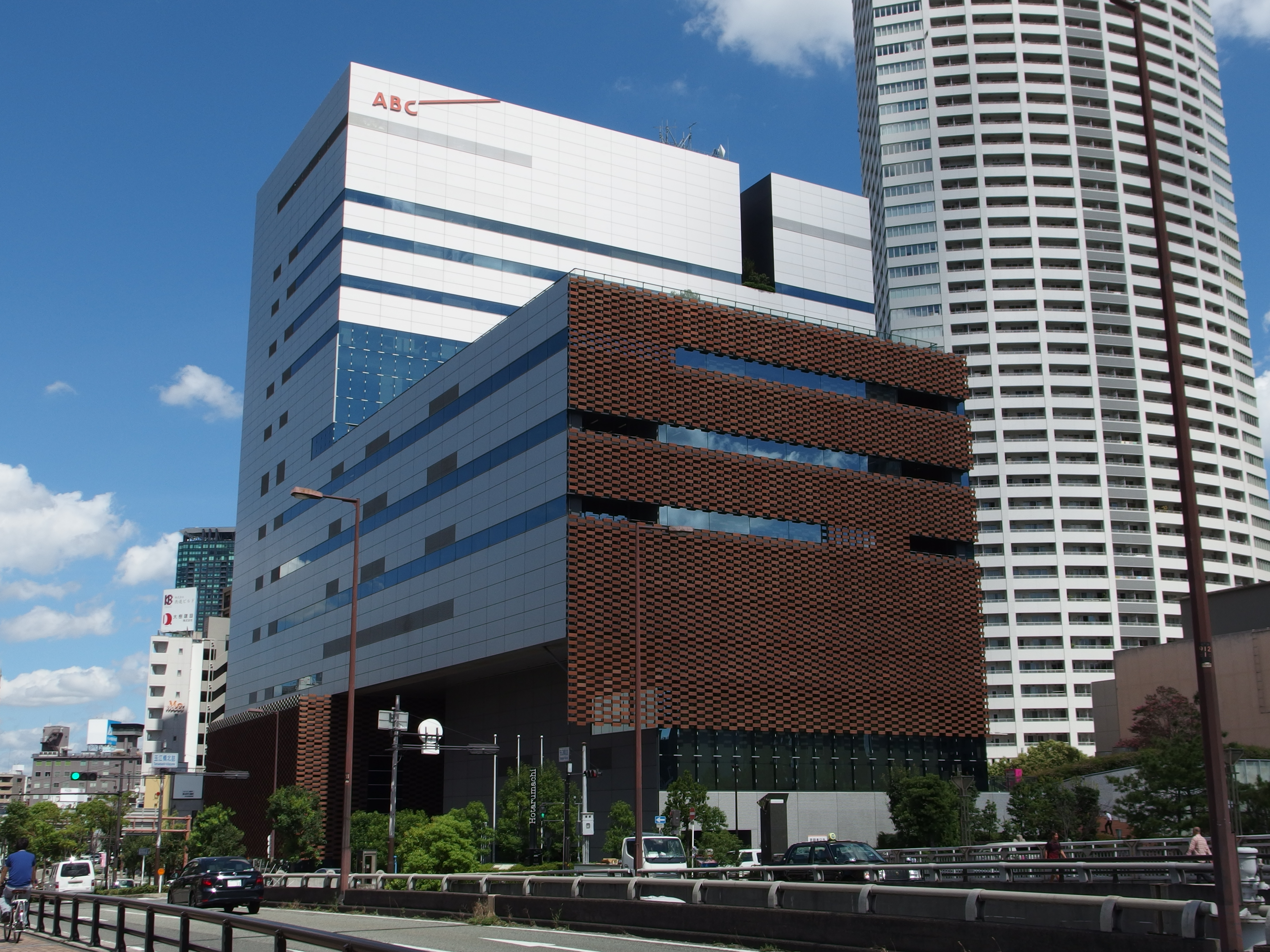
朝日广播台
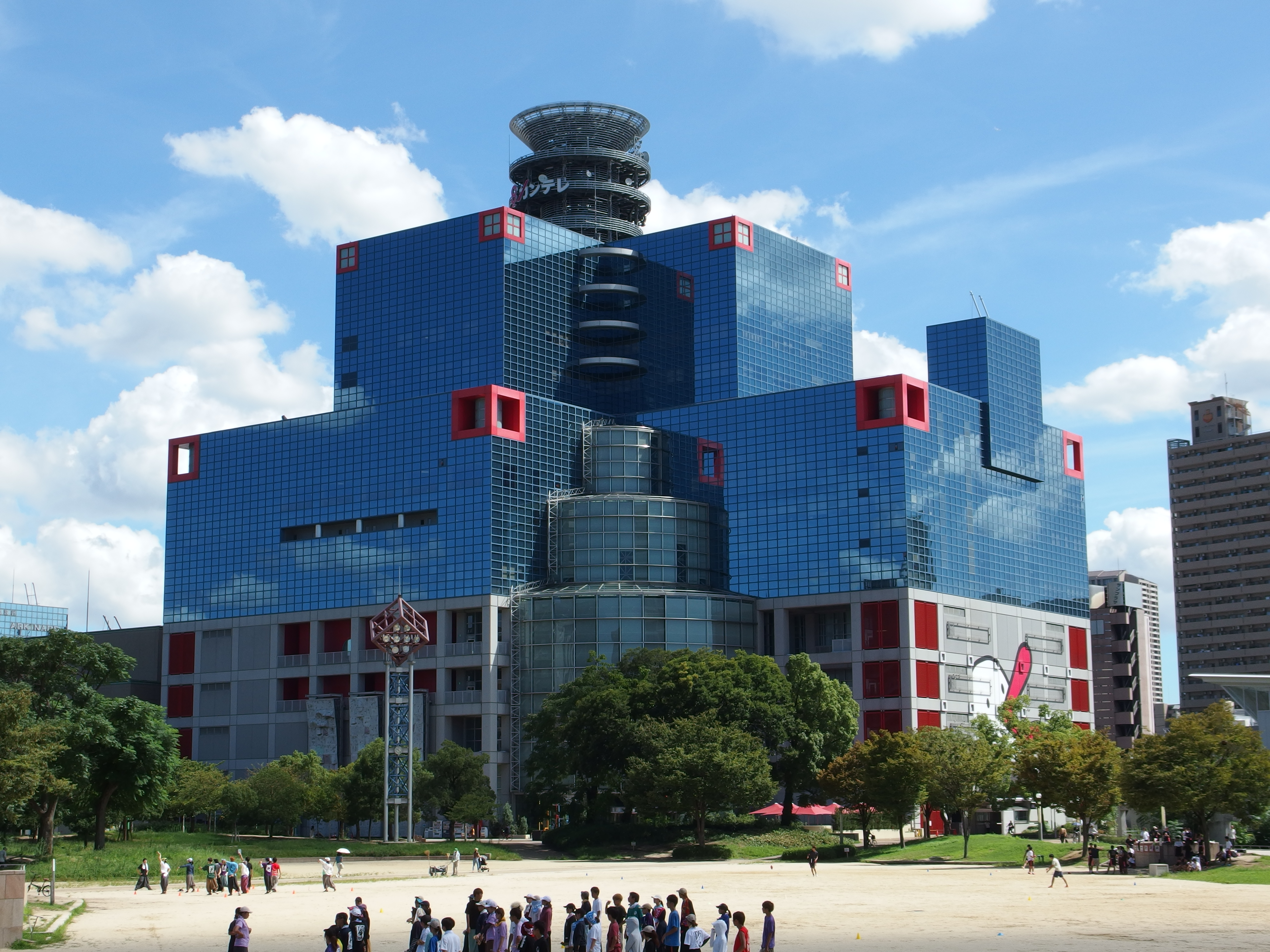
关西电视台
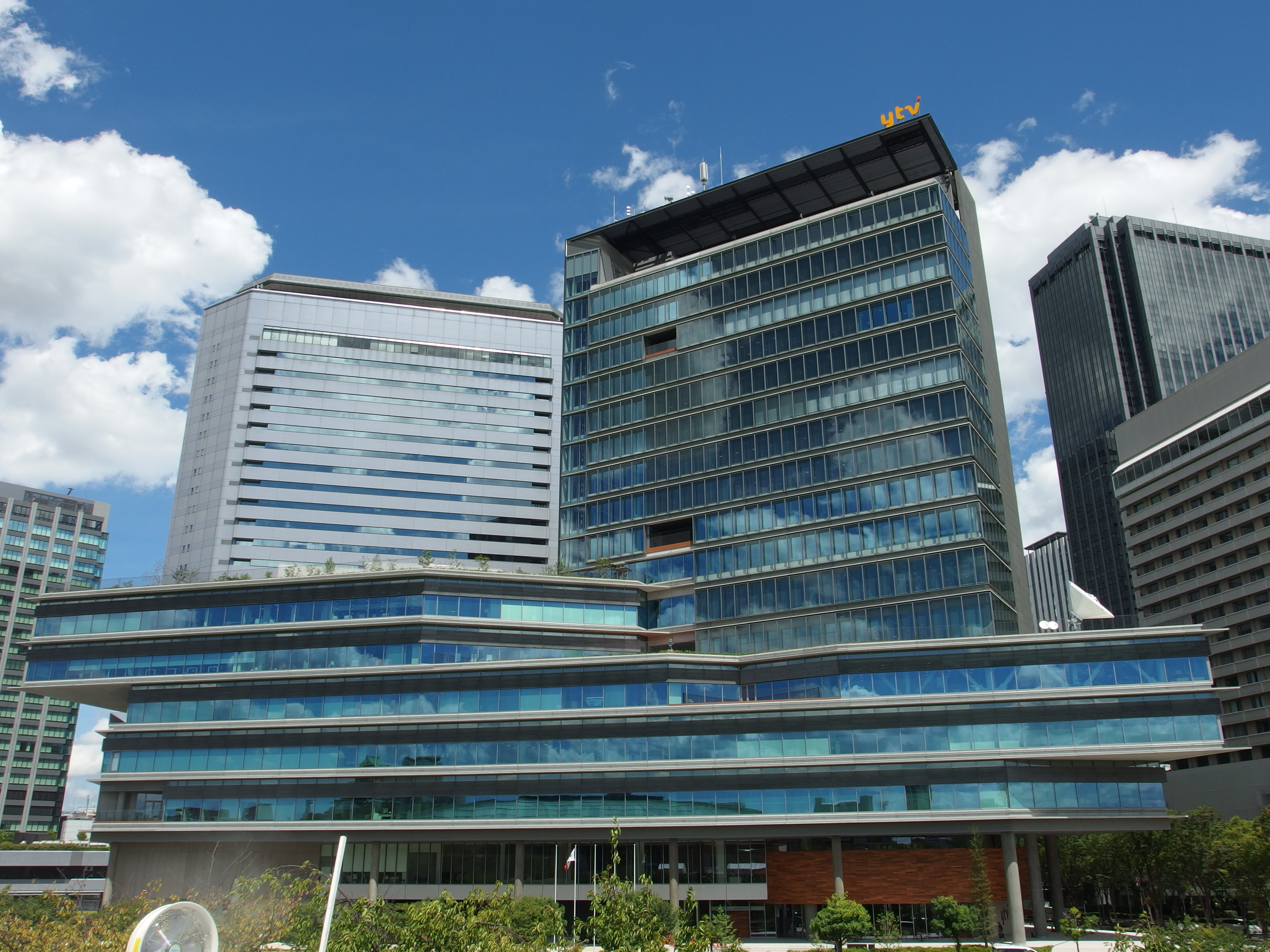
读卖电视台
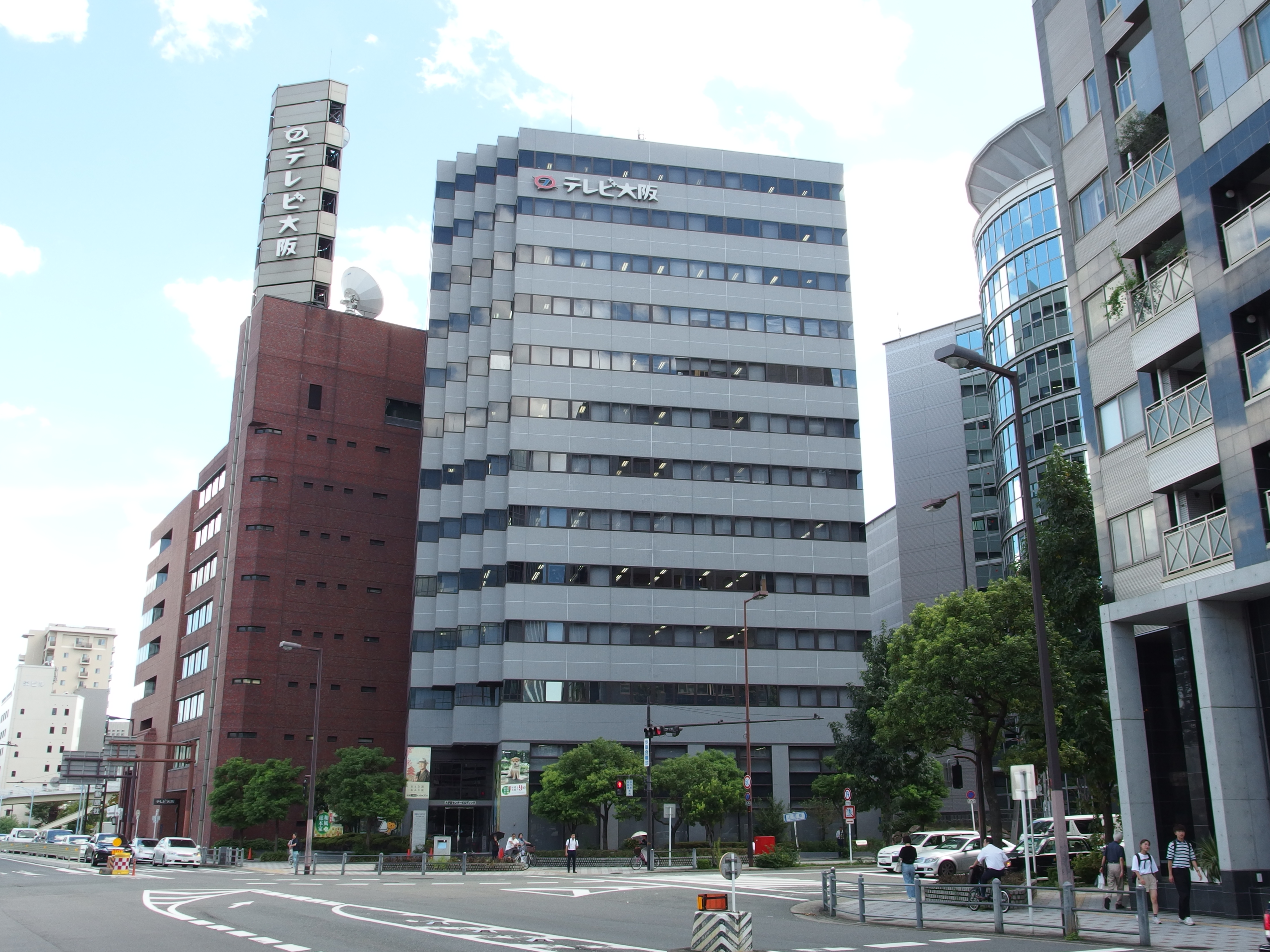
大阪电视台
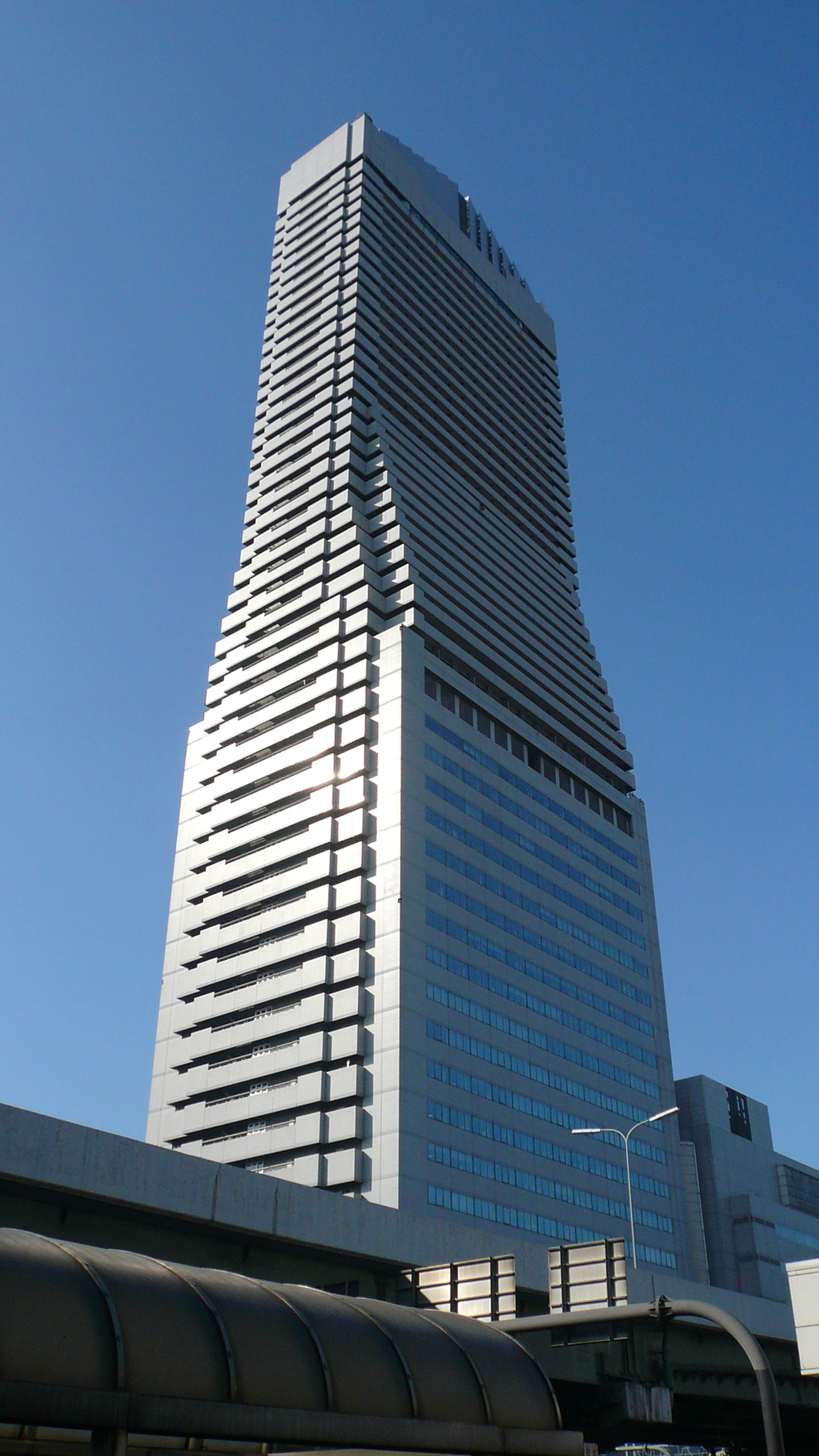
大阪广播台
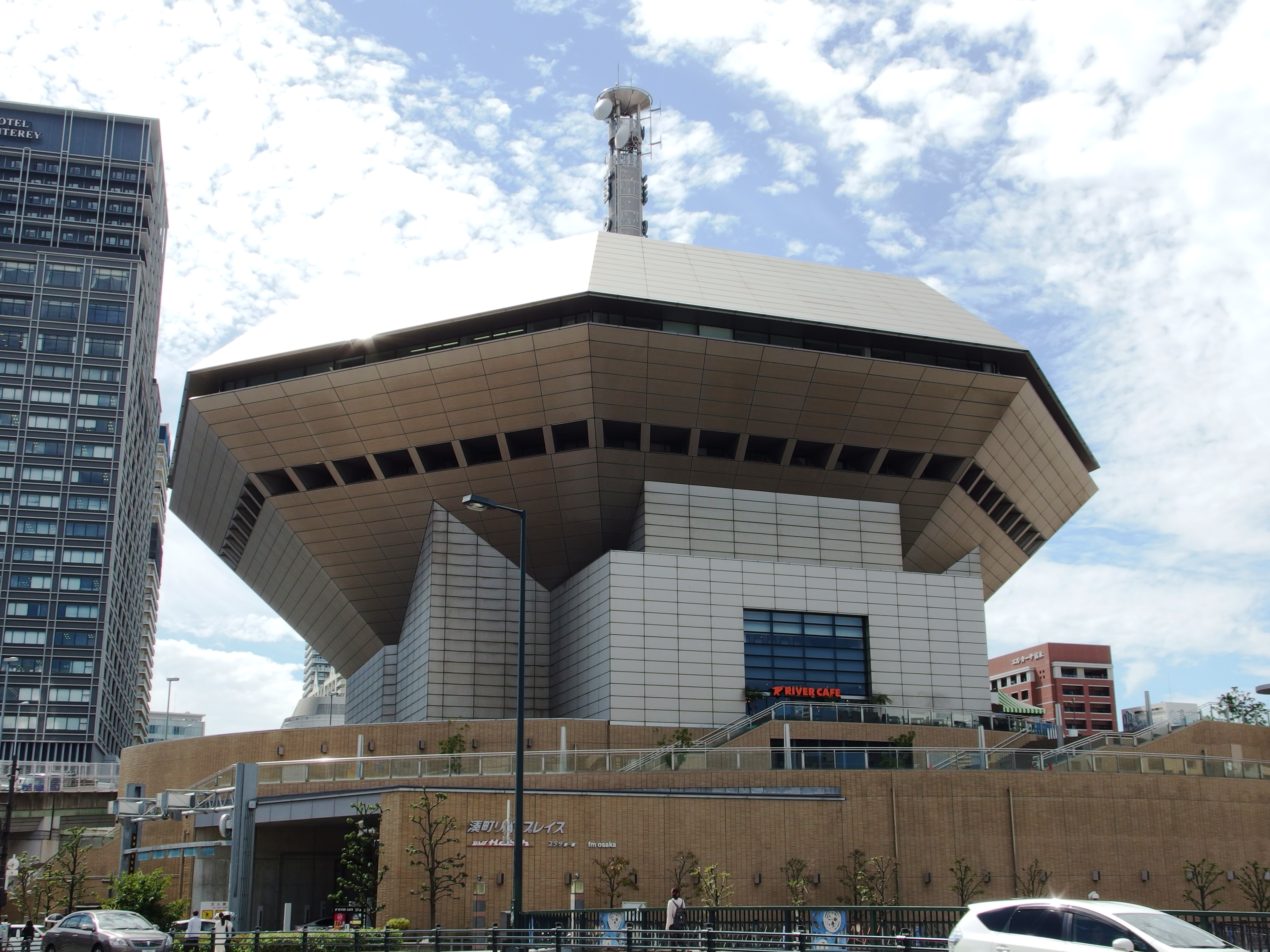
FM大阪
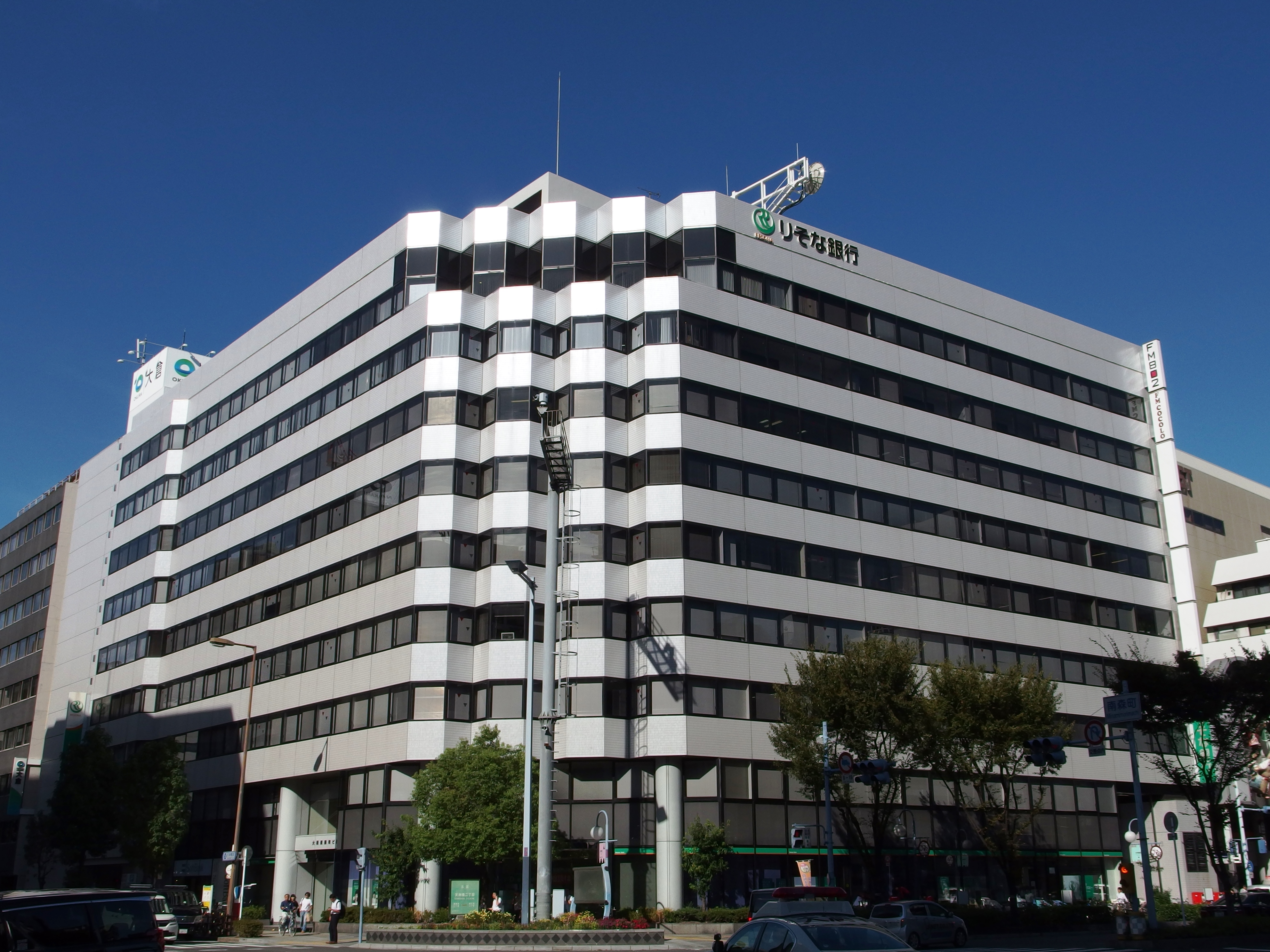
FM802、FM COCOLO

## 教育
- 大阪府私立高中原则上无偿化[18]。
- 为了达成促进大阪府内大学之间的交流、与经济界的交流、与府内高中的交流、普及实习等目的，成立了大阪大学财团以及南大阪地域大学财团共同体。

### 大学

#### 国立大学法人
- 大阪大学（2007年10月1日与大阪外国语大学合并）
- 大阪教育大学
- 综合研究大学院大学 吹田校区

#### 公立大学法人
- 大阪市立大学
- 大阪府立大学

#### 私立大学
- 蓝野大学
- LCA大学院大学
- 追手门学院大学
- 大阪青山大学
- 大阪医科药科大学
- 大阪音乐大学
- 大阪学院大学
- 大阪河崎康复大学
- 大阪经济大学
- 大阪经济法科大学
- 大阪艺术大学
- 大阪工业大学
- 大阪国际大学
- 大阪产业大学
- 大阪齿科大学
- 大阪樟荫女子大学
- 大阪商业大学
- 大阪女学院大学
- 大阪成蹊大学
- 大阪综合保育大学
- 大阪体育大学
- 大阪电气通信大学
- 大阪人类科学大学
- 大阪观光大学
- 大阪大谷大学
- 关西大学
- 关西医科大学
- 关西外国语大学
- 关西医疗大学
- 关西福祉科学大学
- 近畿大学
- GLOBIS经营大学院大学（大阪分校）
- 四條畷学園大学
- 四天王寺大学
- 摄南大学
- 千里金蘭大学
- 相爱大学
- 太成学院大学
- 帝塚山学院大学
- 常磐会学园大学
- 梅花女子大学
- 羽衣国际大学
- 阪南大学
- 东大阪大学
- プール学院大学
- 平安女学院大学
- 桃山学院大学
- 森之宮医療大学
- 大和大学
- 立命馆大学（大阪茨木分校）
- 名古屋商科大学大学院（大阪うめきた分校）
- 滋庆医疗科学大学
- 国际时尚专门职大学
- 大阪国际工科专门职大学

#### 外国大学分校
- 天普大学日本分校（大阪站前第3大楼）
- 同济大学（立命馆孔子学院大阪学堂）
- 上海外国语大学（大阪产业大学孔子学院）
- 北京语言大学（关西外国语大学孔子学院）
- 卡内基·梅隆大学娱乐技术中心（大阪市住之江区南港：亚洲太平洋贸易中心 (ATC) 内）

### 短期大学
- 蓝野大学短期大学部
- 大阪短期大学
- 大阪青山短期大学
- 大阪音乐大学短期大学部
- 大阪学院短期大学
- 大阪基督教短期大学
- 大阪薫英女子短期大学
- 大阪艺术大学短期大学部
- 大阪健康福祉短期大学
- 大阪工业大学短期大学部
- 大阪国际大学短期大学部
- 大阪产业大学短期大学部
- 大阪城南女子短期大学
- 大阪女学院短期大学
- 大阪女子短期大学
- 大阪信爱学院短期大学
- 大阪成蹊短期大学
- 大阪体育大学短期大学部
- 大阪千代田短期大学
- 大阪电气通信大学短期大学部
- 大阪夕阳丘学园短期大学
- 大手前短期大学
- 关西外国语大学短期大学部
- 关西女子短期大学
- 近畿大学短期大学部
- 堺女子短期大学
- 四条畷学園短期大学
- 四天王寺大学短期大学部
- 相爱女子短期大学
- 常磐会短期大学
- 梅花女子大学短期大学部
- 东大阪大学短期大学部
- 平安女学院大学短期大学部

## 交通

### 铁道
与东京都、神奈川县、奈良县、冲绳县一样，大阪府内的铁道线路均实现电气化。但由于西日本旅客铁道（JR西日本）部分列车线路包含其他地区未电气化的铁道，因此使用的是内燃动车组（包括由大阪始发途经播但线的滨风号列车；由大阪始发途经高山本线的飞驒号列车；由京都始发，经停新大阪站、大阪站，途径山阳本线、智头线、因美线的超级白兔号列车）。与神奈川县、香川县、滋贺县相同，JR路线均为干线，而不存在地方交通线。此外，JR西日本大阪近郊区间的都市网络，引入了IC交通卡“ICOCA”。
大阪府内的铁道路线网络大部分为私营铁路，因此又被称为“私铁王国·关西”。各私铁公司都经营着百货商店和酒店之类的多元项目。2006年阪急HD与阪神铁道联合经营，成立了阪急阪神东宝集团。各私铁公司和大阪地铁都可以使用关西共享交通卡系统“ suruttoKANSAI”和“PiTaPa”。自动检票机的设置占比高，其中北千里站为日本首个设置自动检票机的站点。此外，大阪府是全日本唯一一个所有铁轨路线都可以使用交通系IC卡全国互相使用服务的都道府县。
新大阪站是大阪府内唯一一个新干线车站。大阪府东北部区域（如高槻市和枚方市等）可以前往京都府的京都站乘坐东海道新干线。大阪市内的地铁御堂筋线和JR大阪环状线沿线形成多个总站，由此可以前往府内各个区域以及相邻的府县。梅田地区的铁路站（包括大阪站和梅田站）是西日本最大的总站，前往神户市三宫最快约20分钟（乘坐JR），前往京都市四条河原町约40分钟。

## 文化

### 方言
大阪方言

### 传统工艺

#### 经济产业大臣指定传统的工芸品
- 大阪栏间（木工品、1975年）
- 大阪唐木指物（木工品、1977年）
- 大阪泉州桐箪笥（木工品、1989年）
- 大阪金刚簾（竹工品、1996年）
- 堺打刃物（金工品、1982年）
- 大阪浪华锡器（金工品、1988年）
- 大阪佛坛（佛坛・佛具、1982年）

## 旅游
- 大阪城
- 道頓堀
- 通天閣

### 注解
1. ↑  直译为“周游关西”

### 引用列表
1. ↑  難波高津宮 （页面存档备份，存于） - 陵墓探訪記（2017年10月5日 午後3時04分（JST）閲覧）
2. ↑  昭和63年面積調PDF - 国土地理院
3. ↑  香川県 （页面存档备份，存于） - 東京書籍
4. ↑  平成25年10月1日現在の面積PDF - 国土地理院
5. ↑  全国都道府県市区町村別面積調 （页面存档备份，存于） 国土地理院 2013年11月28日閲覧
6. ↑  近畿地方の東西南北端点と重心の経度緯度 （页面存档备份，存于） 国土地理院 2013年2月22日閲覧
7. ↑  大阪府　市区町村の役所・役場及び東西南北端点の経度緯度（世界測地系） （页面存档备份，存于） 国土地理院 2013年2月22日閲覧
8. ↑  我が国の人口重心　－平成22年国勢調査結果から－ （页面存档备份，存于） 統計局 2013年2月22日閲覧
9. ↑  基於日本國土交通省之国土画像情報（彩色航拍） （页面存档备份，存于）製作
10. ↑   (PDF).   [2022-06-03]. （原始内容 (PDF)存档于2022-06-06）.
11. ↑  .   [2007-03-26]. （原始内容存档于2014-01-02）.
12. ↑   (PDF).   [2022-06-04]. （原始内容 (PDF)存档于2021-08-18）.
13. ↑  . 大阪府 商工労働部. 2020年2月  [2022-06-04]. （原始内容存档于2022-06-06） （日语）.
14. ↑  . 大阪府 商工労働部. 2022年3月  [2022-06-04]. （原始内容存档于2022-06-06） （日语）.
15. ↑  .   [2022-06-04]. （原始内容存档于2011-02-22）.
16. ↑  .   [2022-06-04]. （原始内容存档于2022-06-06）.
17. ↑  . 大阪府 総務部 統計課 情报企画グループ. 2020-02-07  [2020-09]. （原始内容存档于2016-05-31）.
18. ↑  .   [2022-06-03]. （原始内容存档于2022-06-17）.